# Foto del ghetto di Varsavia

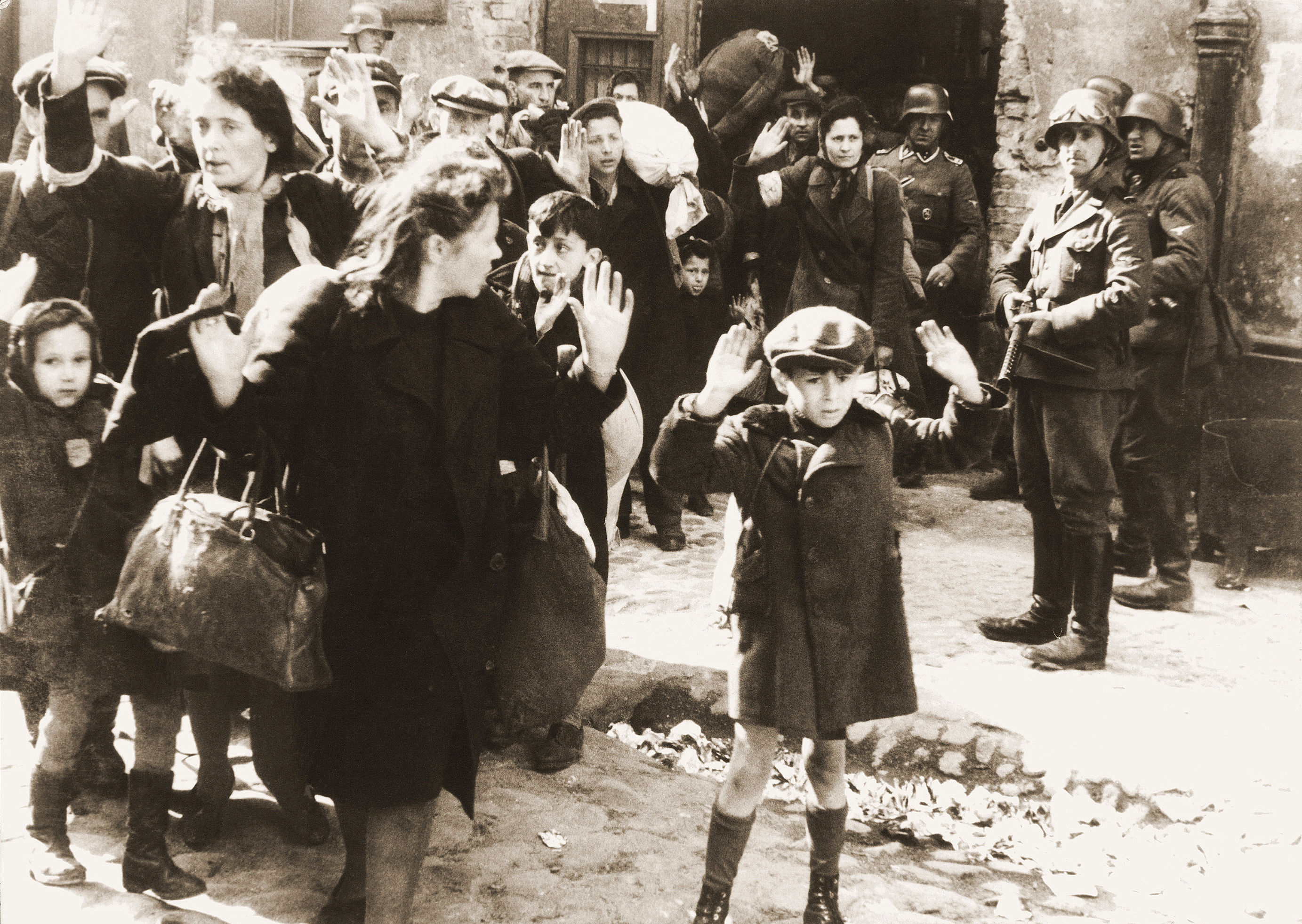
La foto divenuta simbolo del ghetto di Versavia. A destra con il mitra è Josef Blösche.

Le foto del Ghetto di Varsavia documentano la vita di quello che fu il più importante tra i ghetti nazisti della Polonia occupata durante la seconda guerra mondiale.

## Storia
Esiste una grande quantità di materiale fotografico sul ghetto di Varsavia, dalla sua istituzione nel 1940 fino alla sua distruzione nel 1943 e oltre.
La maggioranza delle immagini sulla vita nel ghetto nel periodo tra il 1940 e gli inizi del 1942 ci vengono da fotografi tedeschi. Si dividono in due categorie. Quelle "ufficiali" furono scattate da membri dell'ufficio di propaganda: Albert Cusian, Ludwig Knobloch, Zermin e altri. Poi ci sono le foto "amatoriali", opera di militari come Willy Georg, Henrich Jöst (Heinz Jost), e altri, i quali visitarono il ghetto (con le sue sofferenze), quasi come se si trattasse di un'attrazione turistica.
Di gran lungo meno consistente è il numero fotografie scattate nello stesso periodo dagli ebrei del ghetto. Ad essi era espressamente proibito possedere macchine fotografiche o scattare fotografie e il materiale fotografico era molto difficile da reperire. Vi sono però alcune eccezioni. Serie di foto furono prodotte in modo semi-ufficiale da istituzioni ebraiche per documentare particolari aspetti della vita del ghetto.
Poche fotografie rimangono a illustrare il periodo delle operazioni di deportazione di massa compiute a partire dall'estate 1942. Sulla repressione della rivolta e la distruzione finale del ghetto nel 1943 esiste invece un'ampia documentazione visiva, sia pure esclusivamente di parte tedesca, nelle numerose fotografie del rapporto Strobel.
Infine vi sono le fotografie scattate nell'area dell'ex-ghetto dopo la liberazione che testimoniano della sua completa distruzione, ma anche dei primi tentativi di preservarne la memoria.
L'insieme delle immagini sopravvissute offre un quadro documentario di eccezionale importanza per gli studi sull'Olocausto.
La maggior parte delle fotografie è oggi ampiamente disponibile online.

## Foto ufficiali della propaganda nazista (1940-1942)
Poco si sa dei membri della Propagandakompanie indicati come autori di numerose fotografie scattate nel ghetto di Varsavia nel 1940-42, al di là dei loro nomi: Ludwig Knobloch, Albert Cusian, Zermin. Come fotografi ufficiali il loro interesse si concentrava da un lato su obiettivi di propaganda antisemita, e dall'altro sulla documentazione degli aspetti legati all'organizzazione e produttività del ghetto, prima dell'inizio degli eccidi e delle deportazioni di massa nei campi di sterminio. Le strade sono ancora popolate di famiglie, bambini e anziani. I negativi di queste fotografie sono oggi conservati nell'Archivio federale tedesco.

### Foto Theil (ottobre 1940)
Le Foto Theil, scattate nell'ottobre 1940, costituiscono il primo nucleo di foto ufficiali relative al ghetto di Varsavia, ora conservate negli archivi tedeschi.

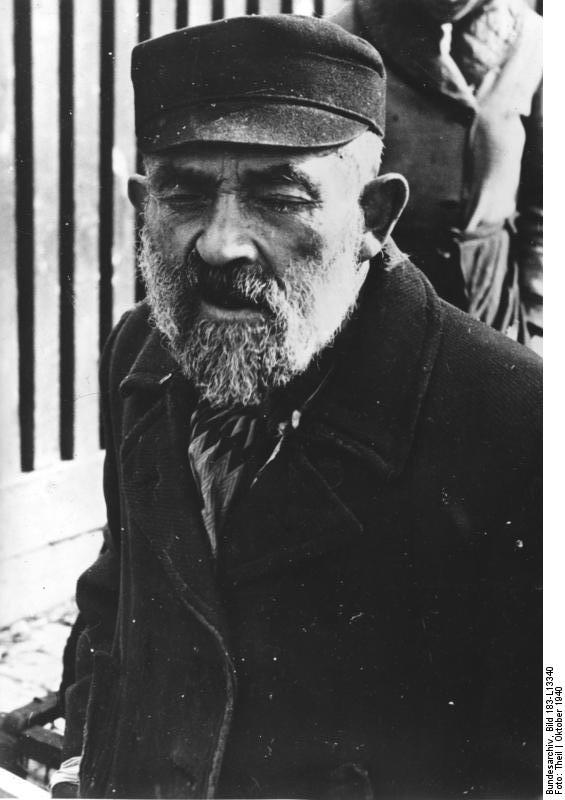
Un ebreo del ghetto (Theil, ottobre 1940)
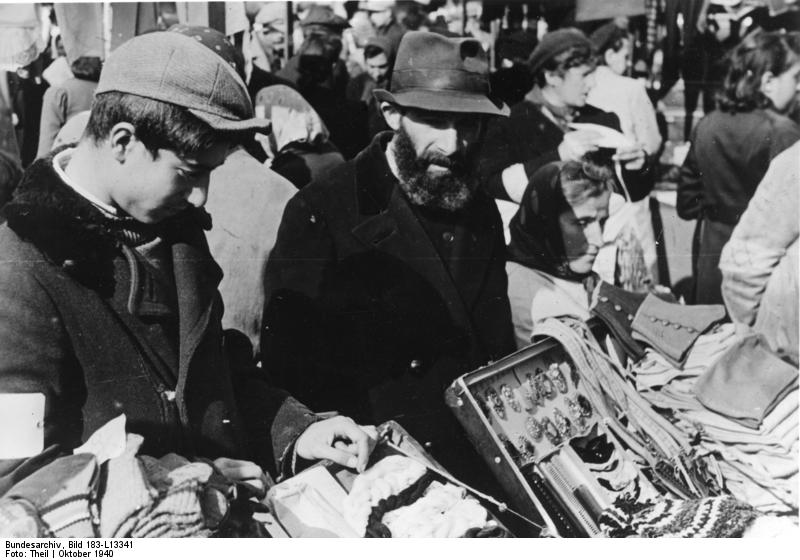
Venditori nel ghetto (Theil, ottobre 1940)
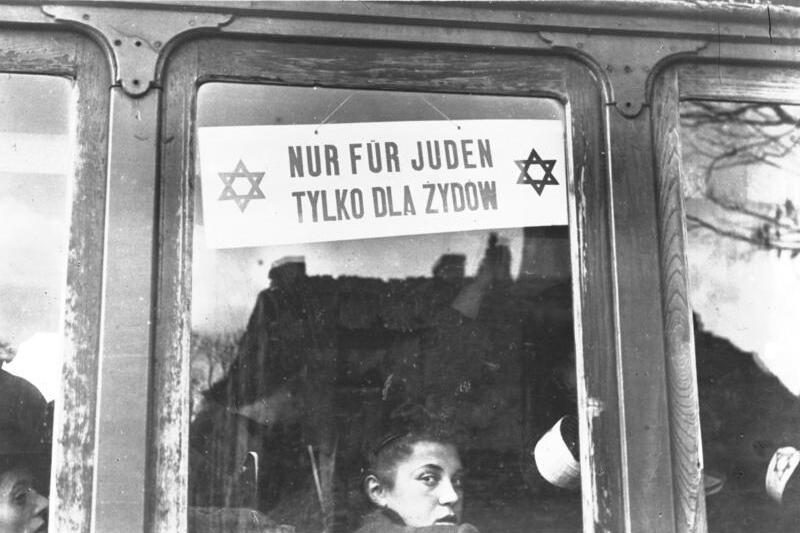
tram riservato solo agli ebrei (Theil, ottobre 1940)

### Foto Zermin (maggio 1941)
- Zermin, su regards-ghettos.memorialdelashoah.org.

Si sa poco sulla biografia di Zermin che è noto soprattutto per le sue foto del ghetto di Lodz e che nel maggio 1941 produsse anche fotografie del ghetto di Varsavia.

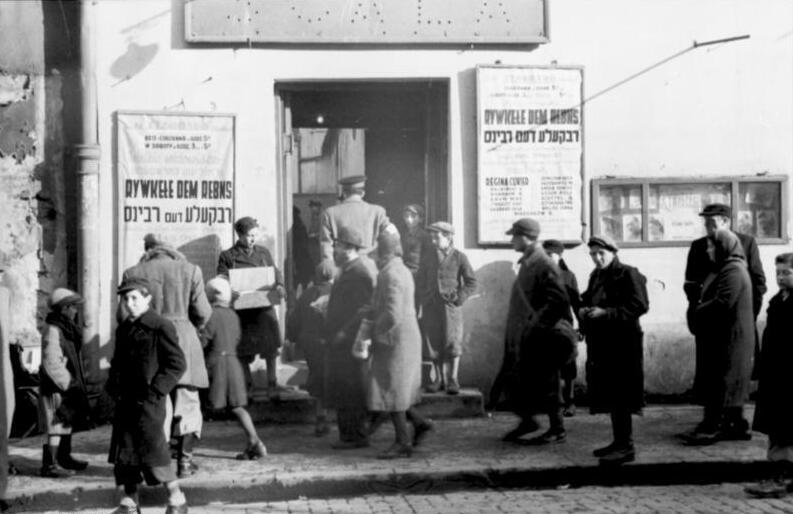
Ingresso al teatro (maggio 1941)
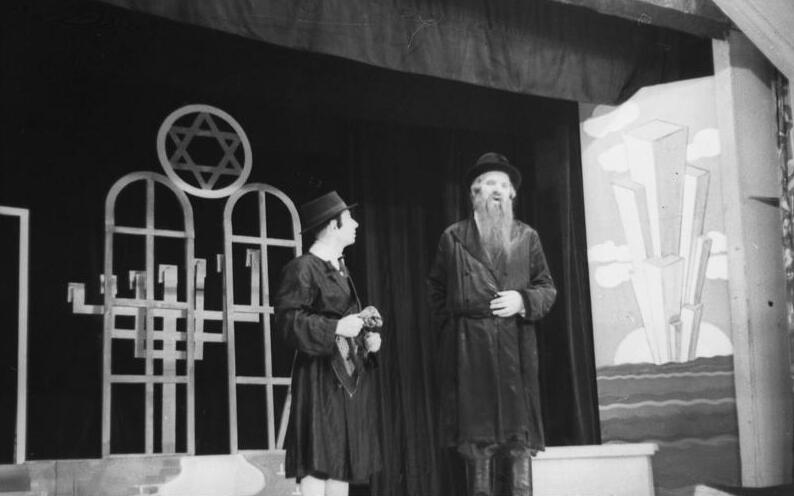
Spettacolo teatrale al ghetto (maggio 1941)
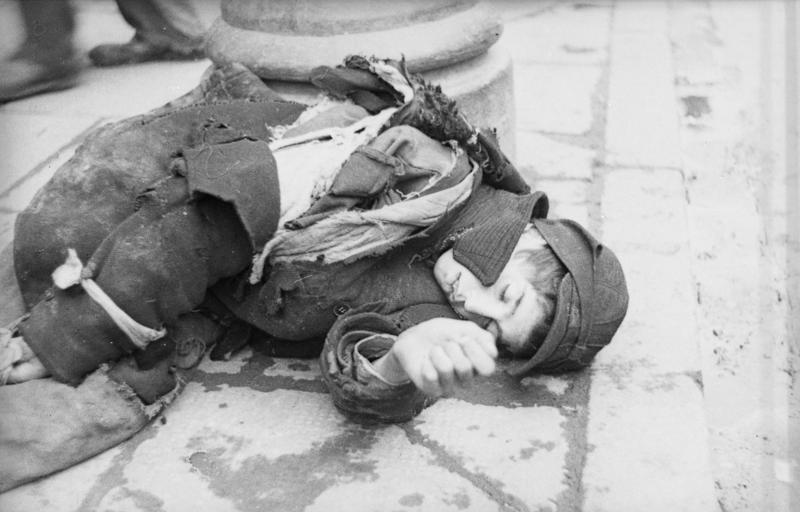
Sulle strade del ghetto (maggio 1941)
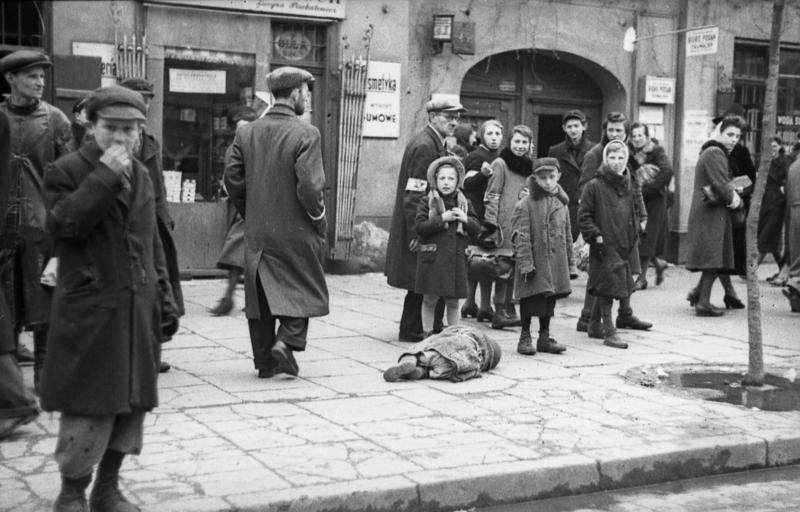
Sulle strade del ghetto (maggio 1941)

### Foto Ludwig Knobloch (maggio 1941)
- Ludwig Knobloch, su regards-ghettos.memorialdelashoah.org.

Ludwig Knobloch era un fotografo di Propagandakompanie 689 e lavorava al fianco di Albert Cusian. I cliché a lui accreditati documentano la vita del ghetto, le sue principali istituzioni - a partire dalla polizia ebraica - e sono spesso coerenti con gli obiettivi antisemiti della propaganda nazista, in particolare illustrando situazioni umilianti per gli ebrei o che sottolineano le disparità tra l'élite del ghetto e il resto della popolazione.

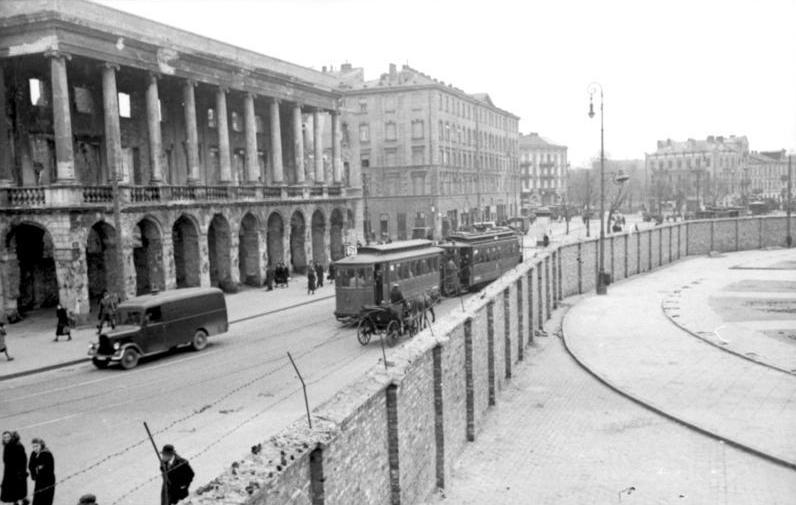
(maggio 1941)
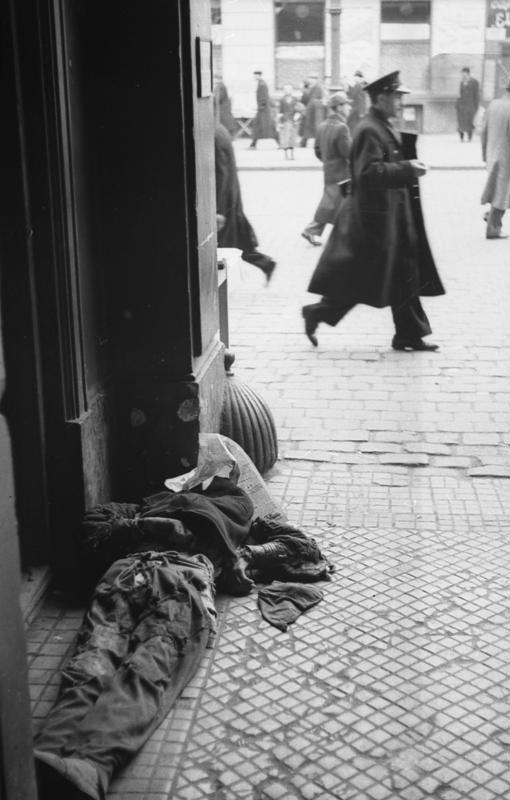
(maggio 1941)
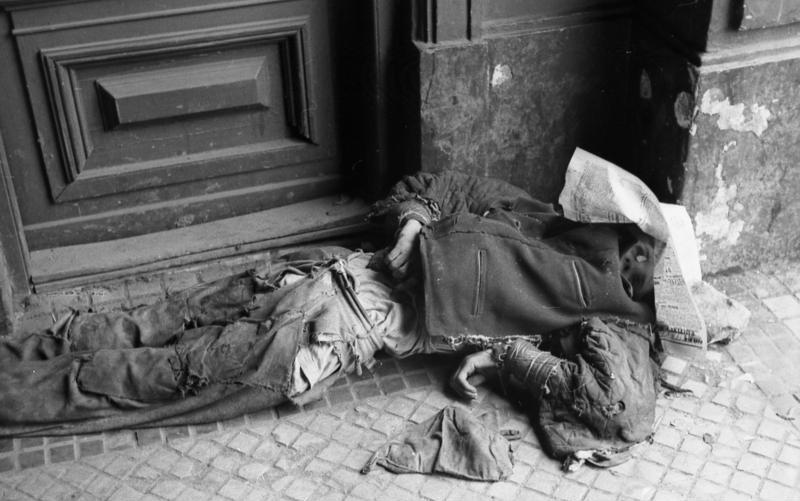
(maggio 1941)
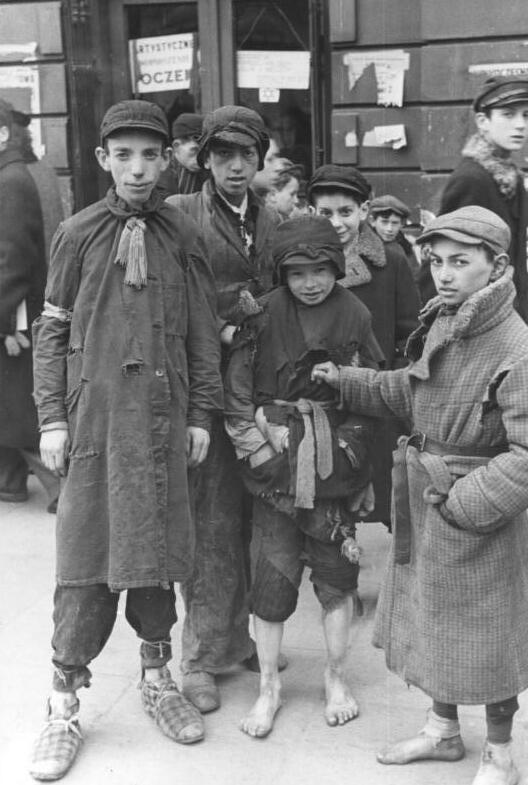
(maggio 1941)
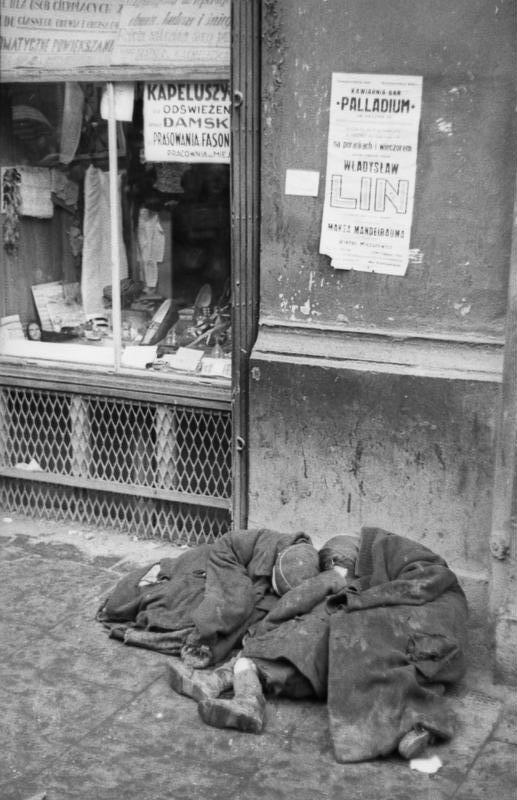
(maggio 1941)
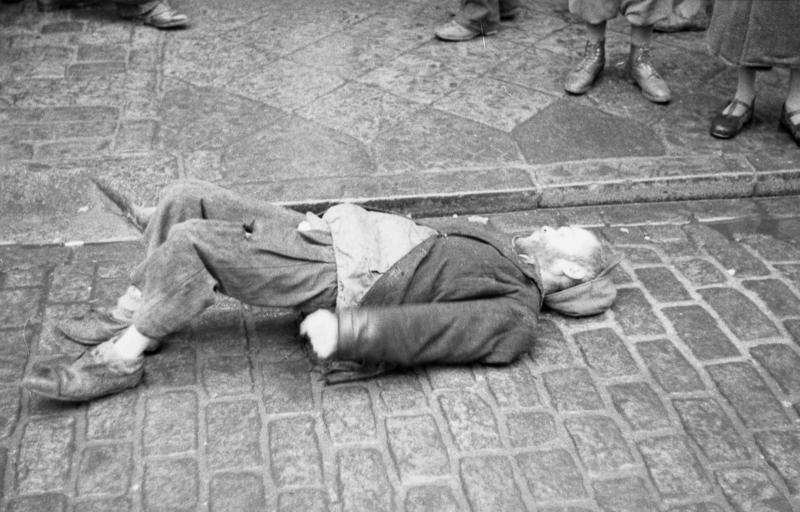
(maggio 1941)
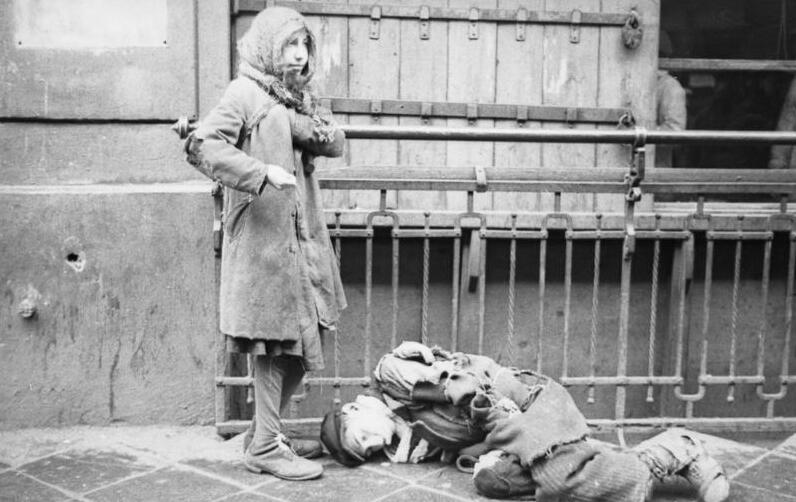
(maggio 1941)
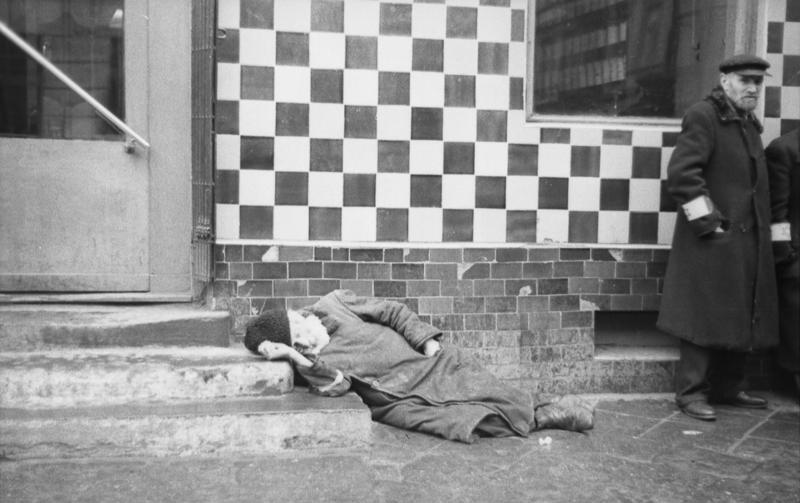
(maggio 1941)
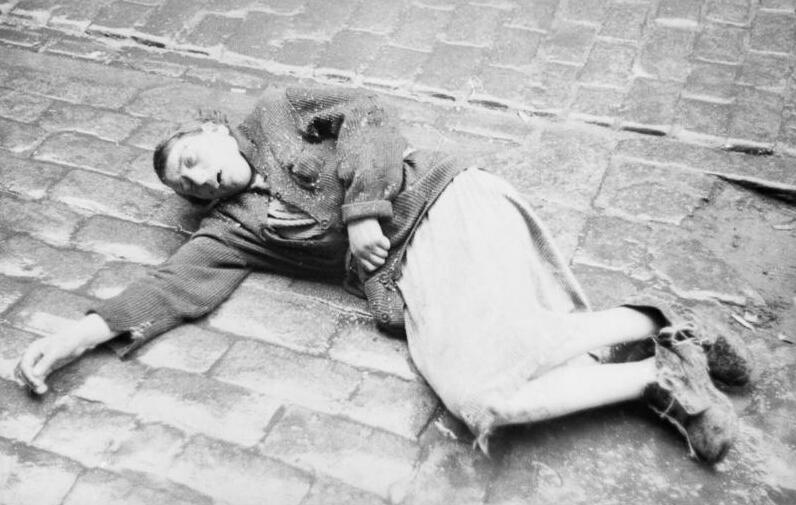
(maggio 1941)

### Foto Albert Cusian (giugno 1941)
- Albert Cusian, su regards-ghettos.memorialdelashoah.org.

Anche Albert Cusian apparteneva a Propagandakompanie 689. Ha fotografato ampiamente il ghetto di Varsavia nella primavera del 1941 con il suo collega Ludwig Knobloch con il quale ha condiviso i crediti per diverse foto (720 in numero, le loro foto sono ora conservate nell'Archivio federale tedesco). Intervistato alla fine degli anni '60 da un giornalista del Sunday Times di Londra, Cusian sostenne di essere l'autore anche della famosa istantanea scattata durante la rivolta del ghetto di Varsavia e che rappresentava l'arresto di un gruppo di ebrei da cui un bambino con le braccia alzate, ma non ci sono conferme a questa affermazione.

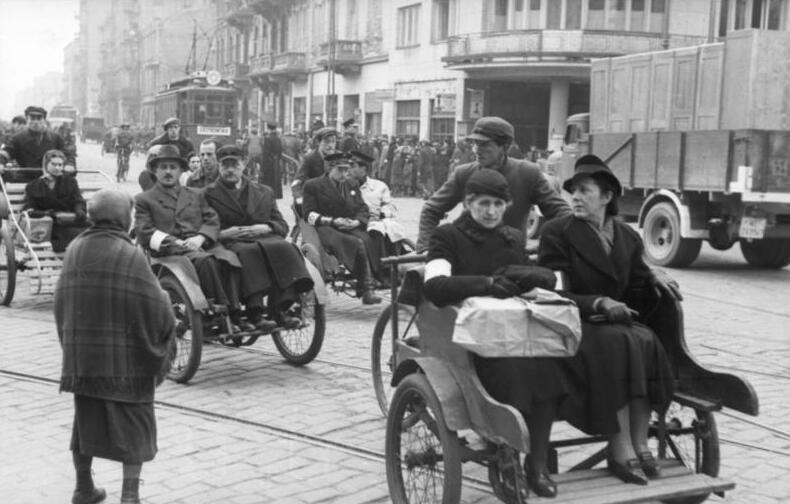
Per le strade del ghetto (giugno 1941)
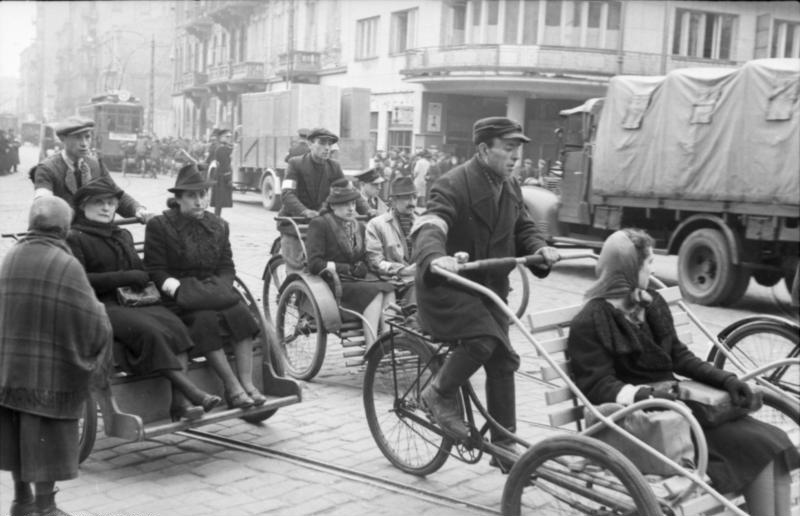
Per le strade del ghetto (giugno 1941)
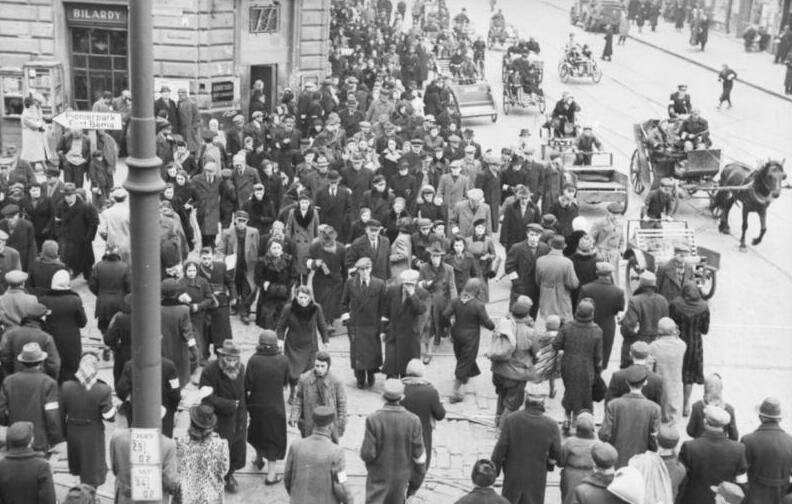
Per le strade del ghetto (giugno 1941)
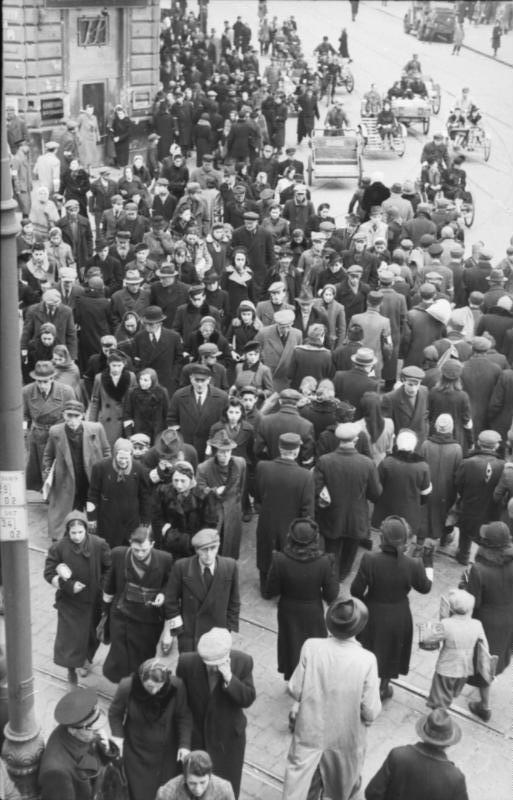
Per le strade del ghetto (giugno 1941)
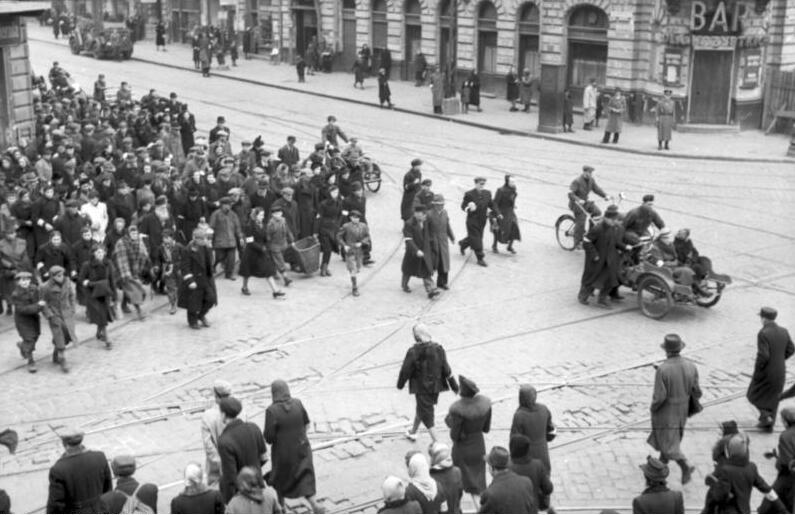
Per le strade del ghetto (giugno 1941)
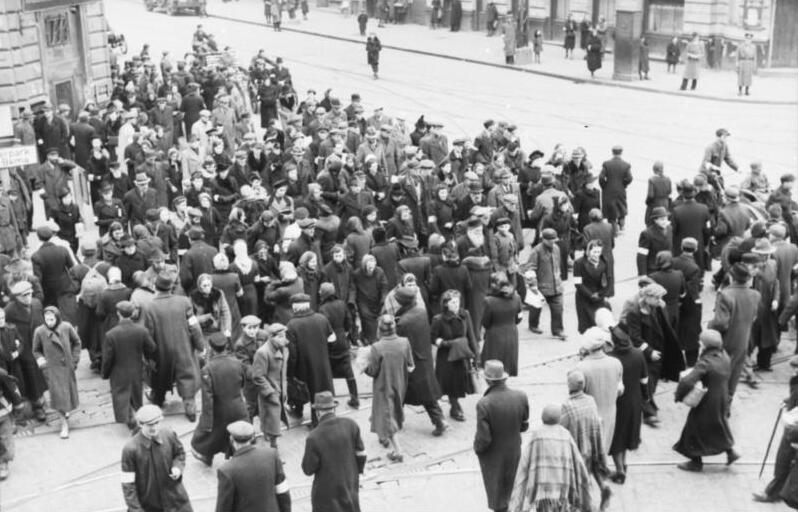
Per le strade del ghetto (giugno 1941)
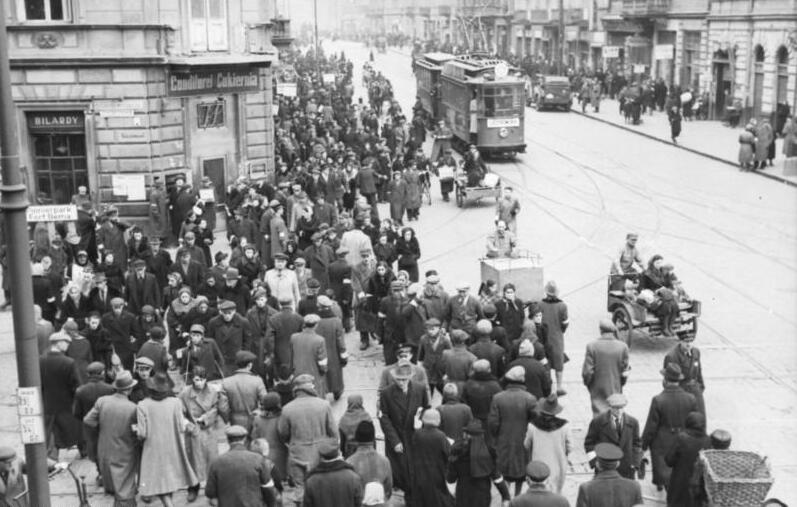
Per le strade del ghetto (giugno 1941)
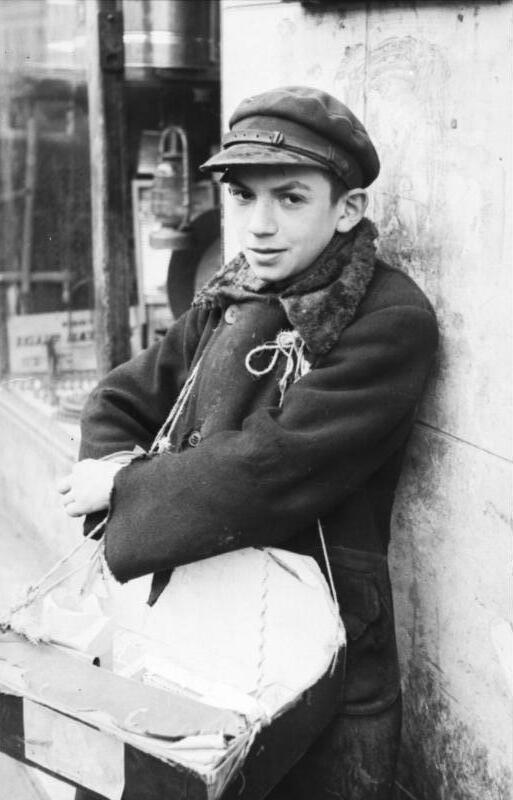
Per le strade del ghetto (giugno 1941)
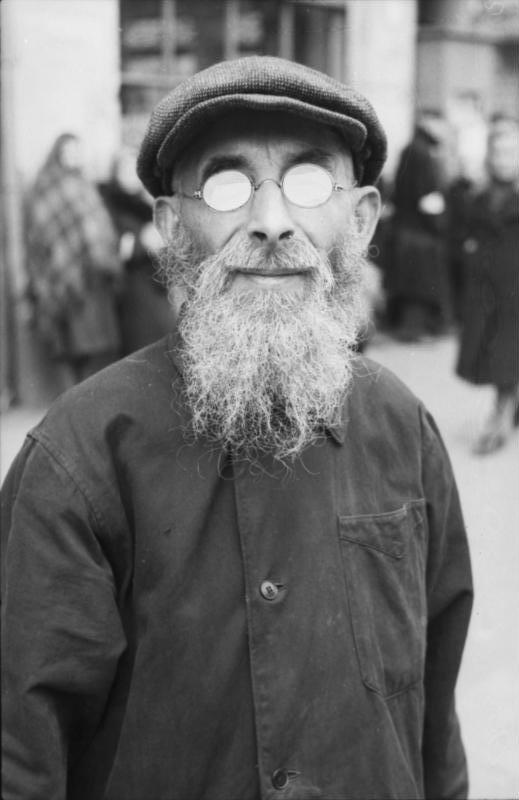
Per le strade del ghetto (giugno 1941)
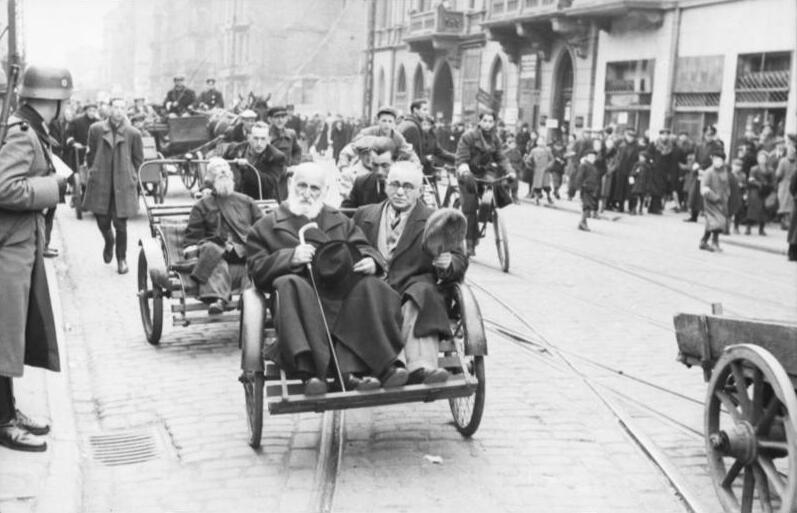
Per le strade del ghetto (giugno 1941)
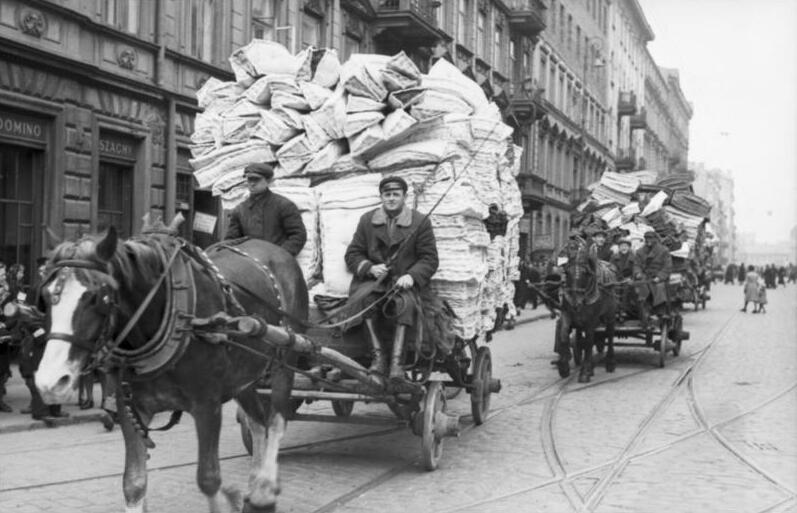
Per le strade del ghetto (giugno 1941)
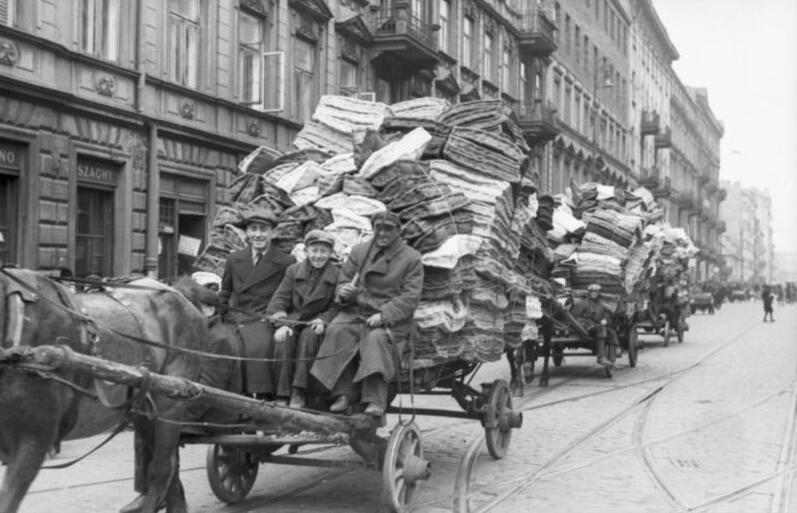
Per le strade del ghetto (giugno 1941)
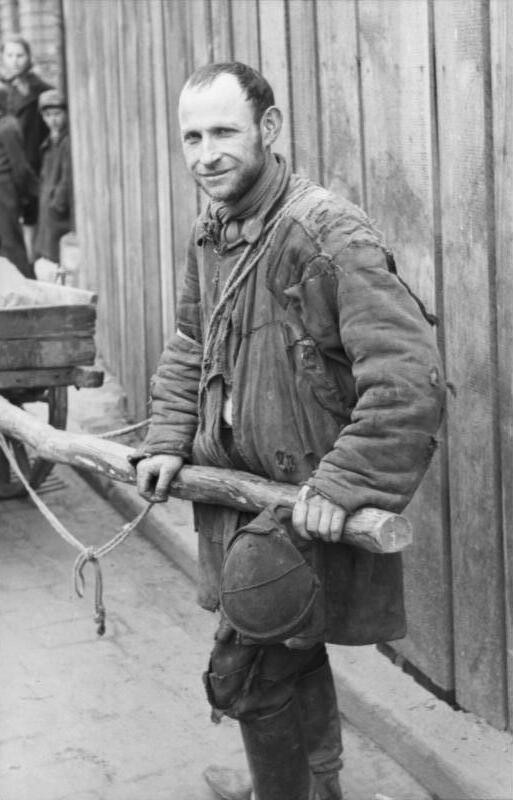
Per le strade del ghetto (giugno 1941)
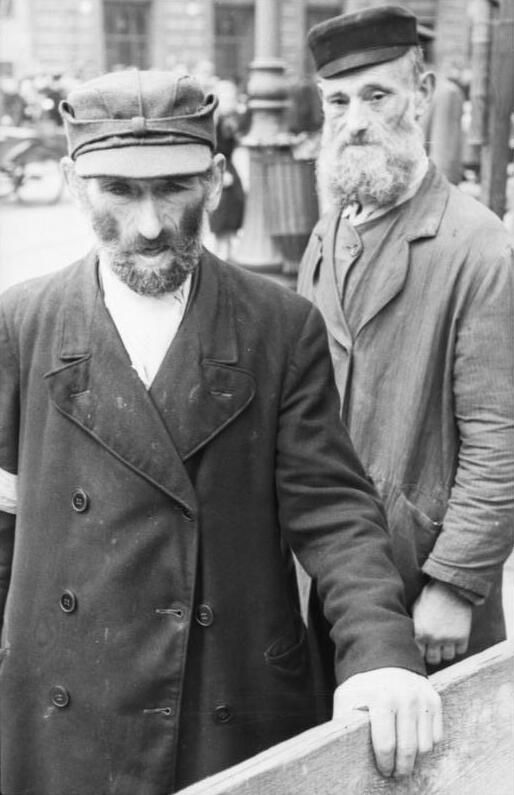
Per le strade del ghetto (giugno 1941)
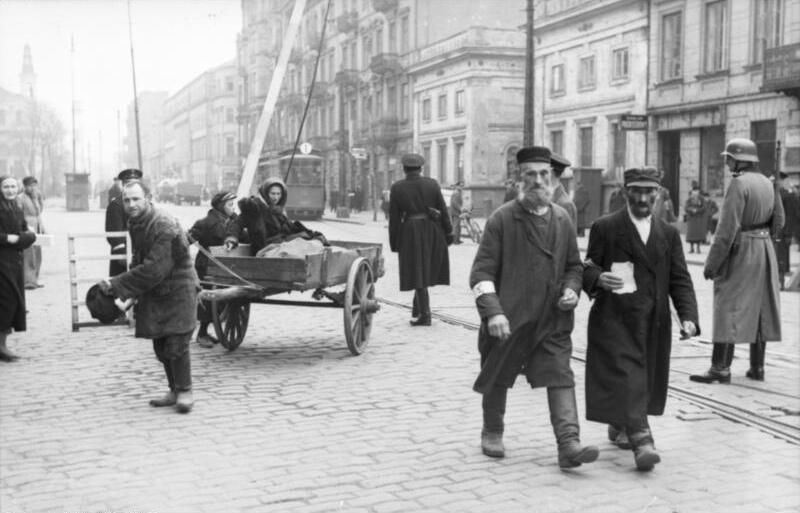
Per le strade del ghetto (giugno 1941)
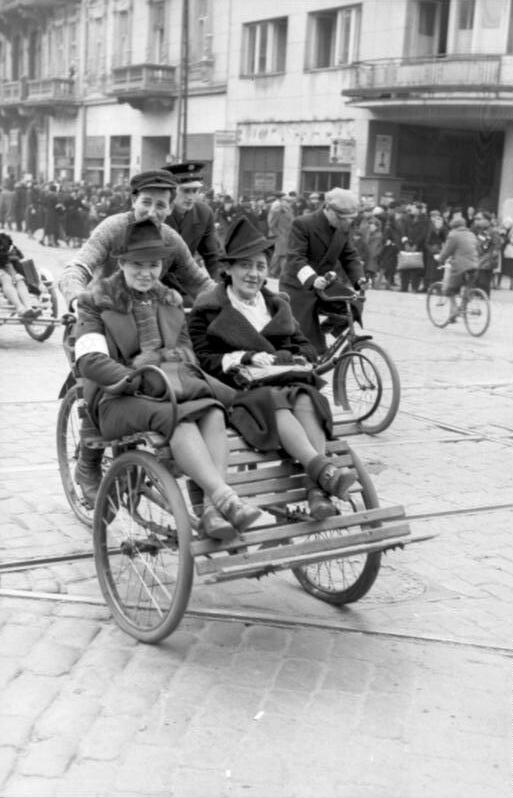
Per le strade del ghetto (giugno 1941)
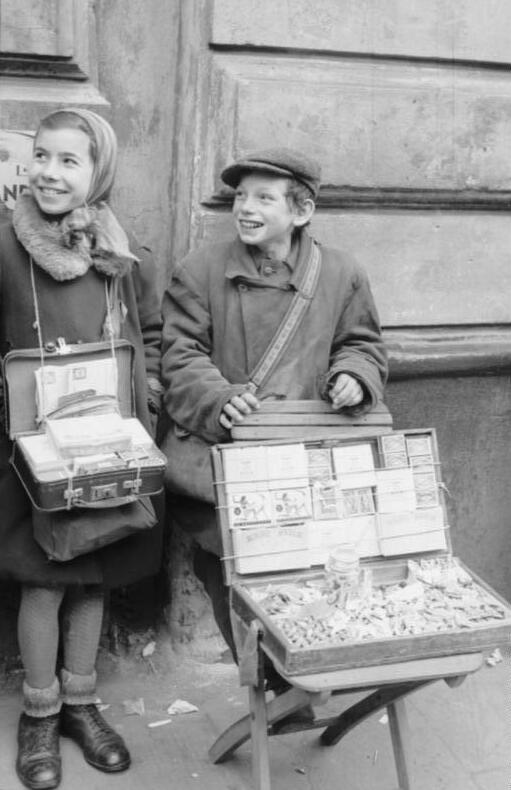
Per le strade del ghetto (giugno 1941)
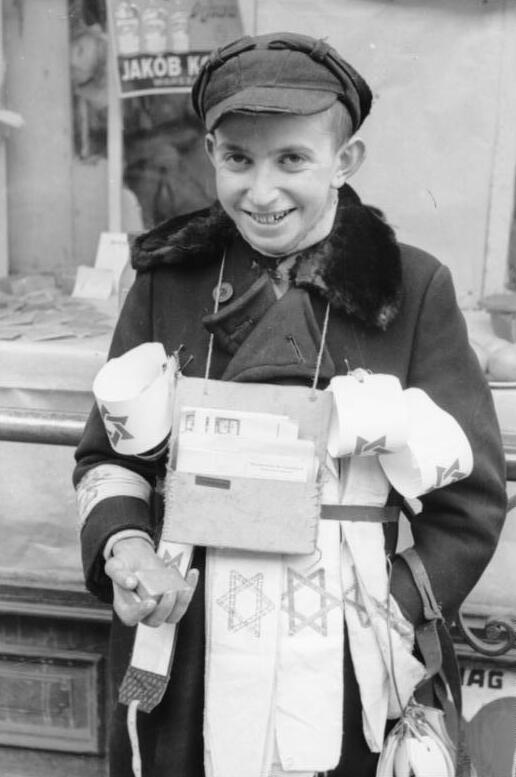
Per le strade del ghetto (giugno 1941)
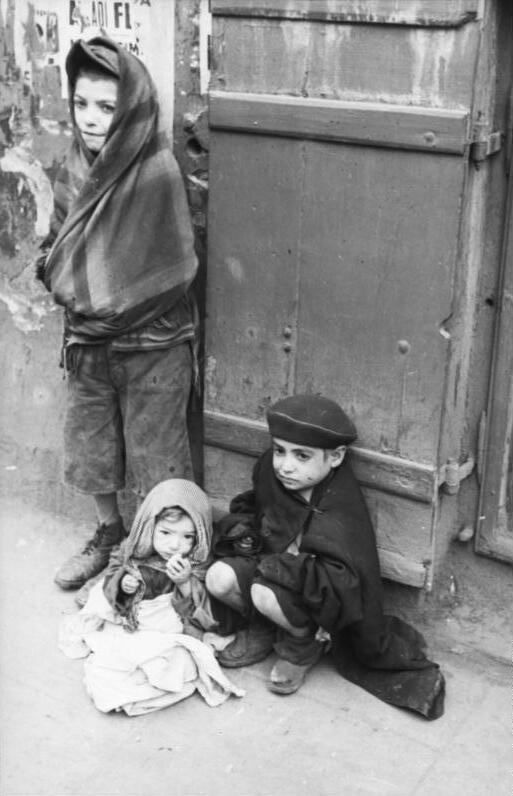
Per le strade del ghetto (giugno 1941)
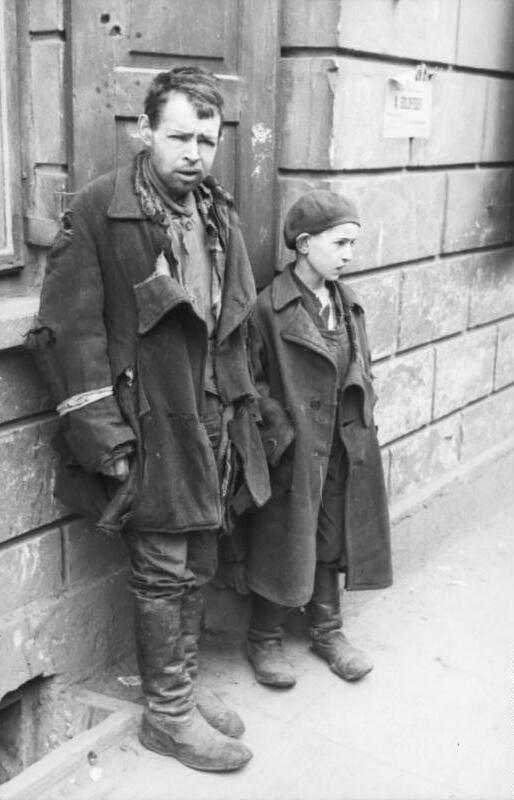
Per le strade del ghetto (giugno 1941)

### Foto Amthor (giugno 1942)
Le Foto Amthor costituiscono un altro gruppo di foto di propaganda. Furono scattate nel giugno 1942, poco prima dell'inizio delle deportazioni di massa della popolazione del ghetto verso il campo di sterminio di Treblinka.

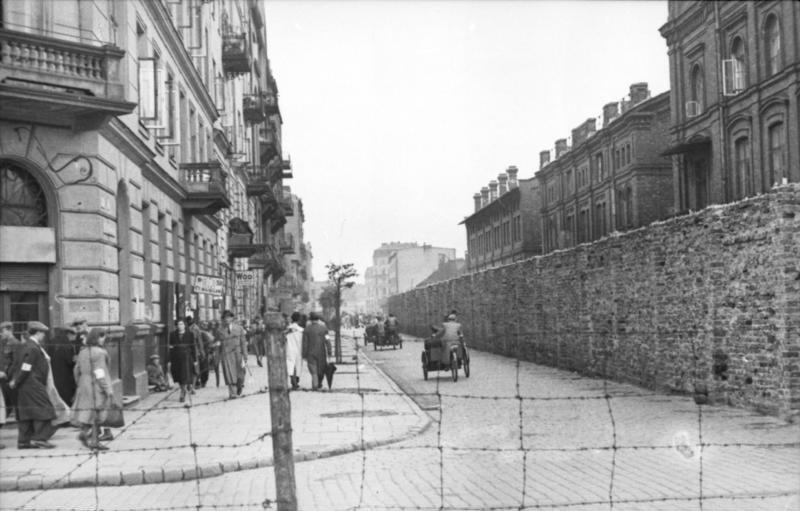
(giugno 1942)
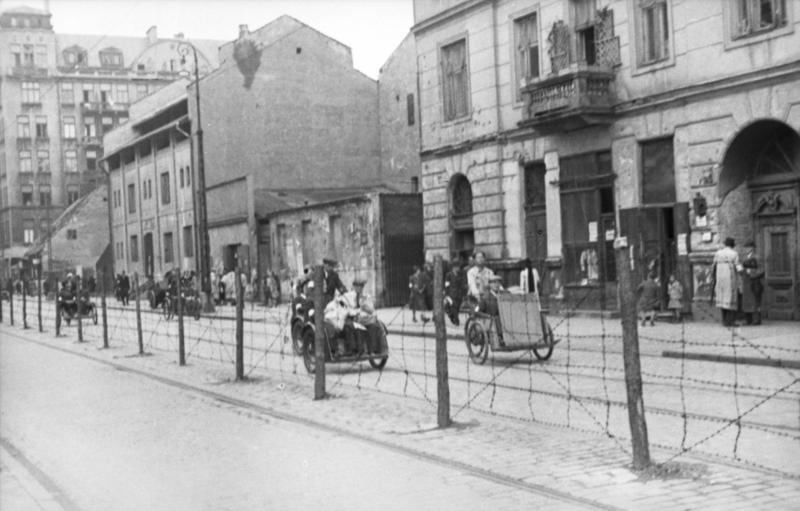
(giugno 1942)
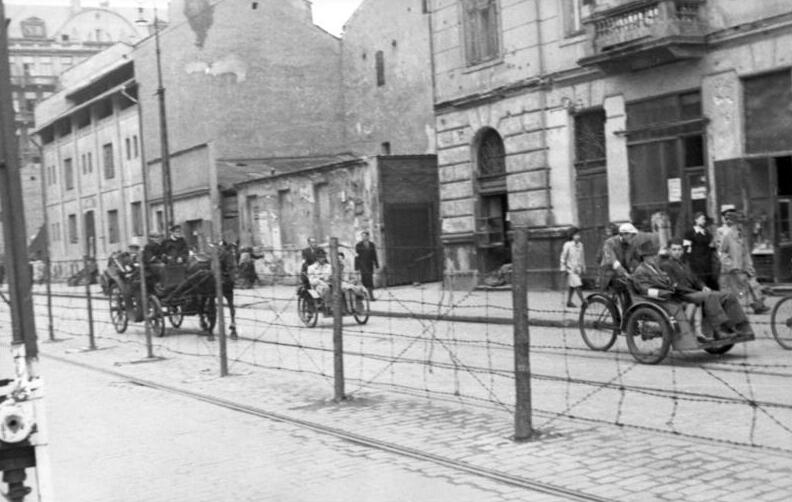
(giugno 1942)
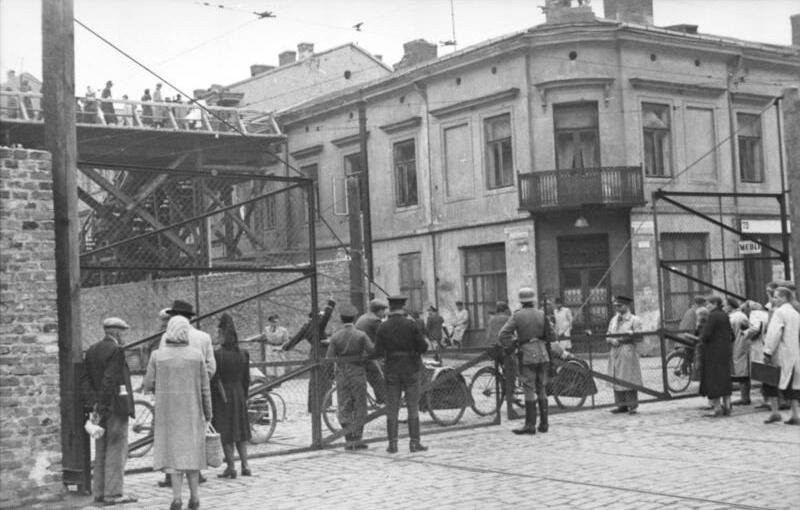
(giugno 1942)
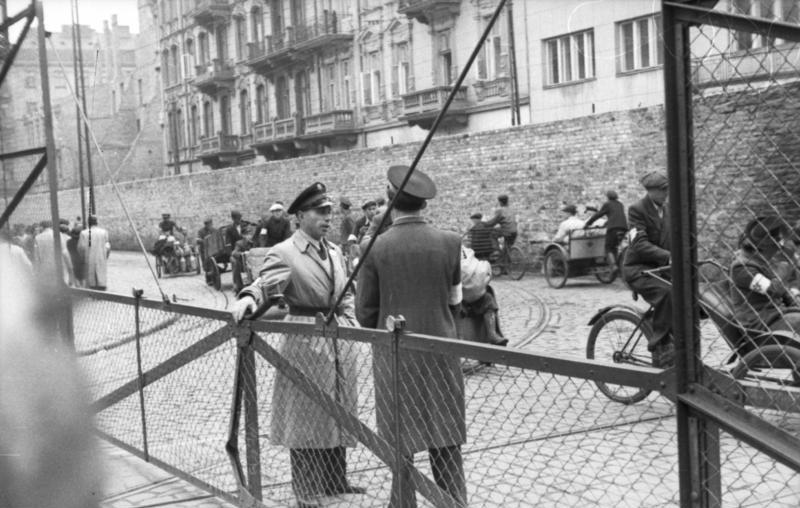
(giugno 1942)
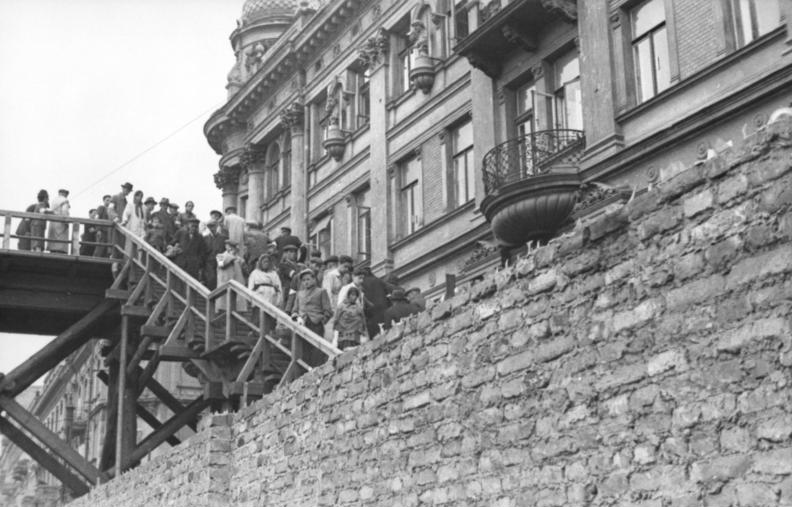
(giugno 1942)
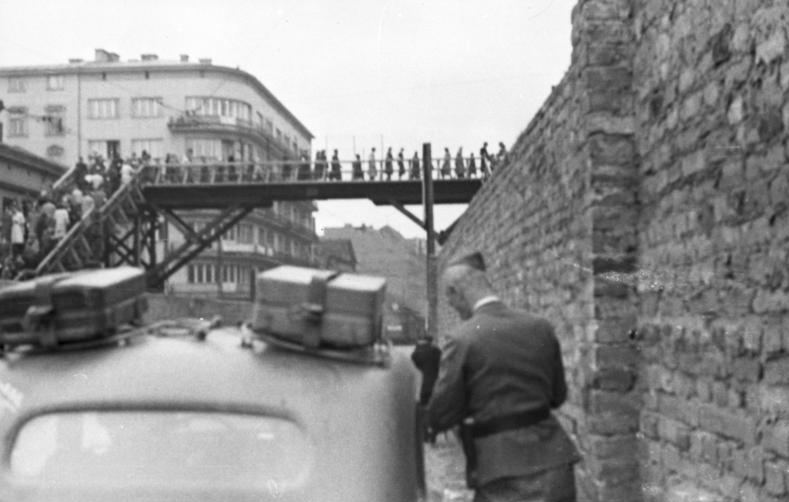
(giugno 1942)
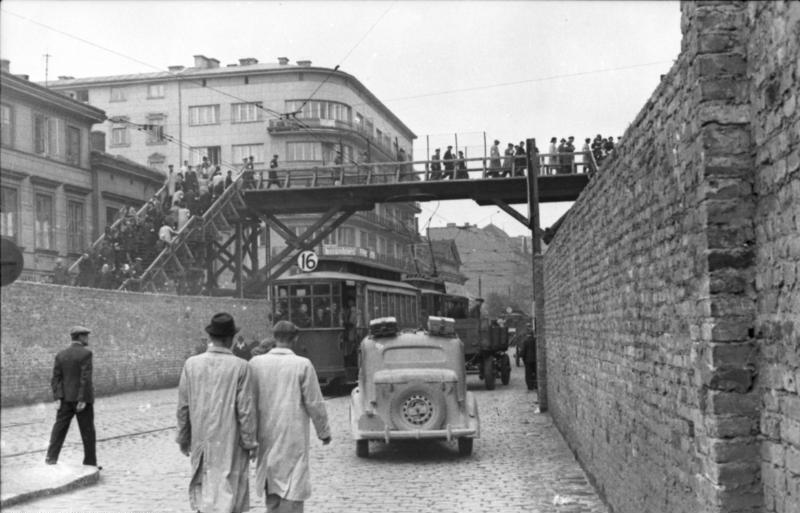
(giugno 1942)
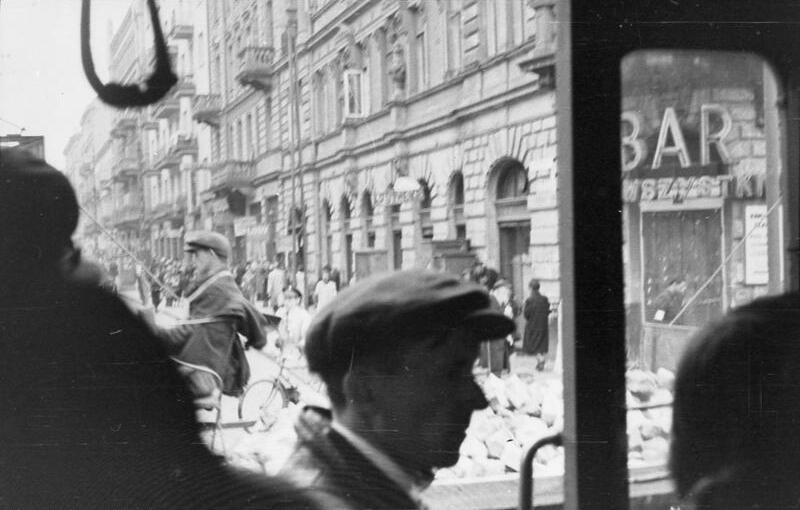
(giugno 1942)

## Foto amatoriali
Da quando il ghetto di Varsavia fu chiuso all'esterno nel novembre 1940 diventò meta di curiosità e di una sorta di turismo anntropologico da parte di visitatori attratti dai suoi stessi orrori. Ne abbiamo anche un esempio nei resoconti delle visite che ne fecero gli italiani Curzio Malaparte e Alceo Valcini. Alcuni di questi visitatori erano anche fotografi e si conoscono almeno 10 collezioni fotografiche derivanti dalle loro visite.
A differenza delle foto ufficiali dove alle persone ritratte era chiesto di ignorare la presenza dei fotografi, nelle foto amatoriali spesso si stabilisce un legame con il fotografo, che talora è di formale sottomissione (secondo le rigide regole di condotta che regolavano i rapporti degli ebrei nei confronti dei tedeschi), per sfociare talora in atteggiamenti più informali.

### Willy Georg (1941)
- Rafael F. Scharf, ed., In the Warsaw Ghetto, Summer 1941: Photographs by Willy Georg (1993)
- Willy Georg, su regards-ghettos.memorialdelashoah.org.
- In the Warsaw Ghetto: Photographs by Willy Georg, su wearethemuseumcollective.wordpress.com.

Nato nel 1911 a Münster, Willy Georg era un fotografo professionista. A Varsavia per il suo lavoro di operatore radio della Wehrmacht, Georg ottenne dal suo superiore il permesso di entrare nel ghetto nel giugno del 1941 e vi fotografò molte scene di strada. È forse il fotografo tedesco che mostra maggiore empatia. Fotografare i ghetti senza supervisione era una pratica proibita per i soldati tedeschi. Georg fu fermato dalla polizia tedesca che gli confiscò la sua macchina fotografica Leica e la pellicola che conteneva. Georg riesce comunque a nascondere e tenere con sé i quattro rotoli di fotografie scattate in precedenza. Fu solo nei primi anni '90 che suo figlio donò queste preziose foto a Rafael F. Scharf, che nel 1993 ne pubblicò una prima selezione.

### Ernst Herrmann (1941)
Ernst Herrmann (1895-1970) era un professore universitario, geografo, etnografo. Prestò servizio sia sul fronte occidentale che in quello orientale. Di passaggio per la Polonia nel 1941 scattò una serie di foto (a colori) dai ghetti.

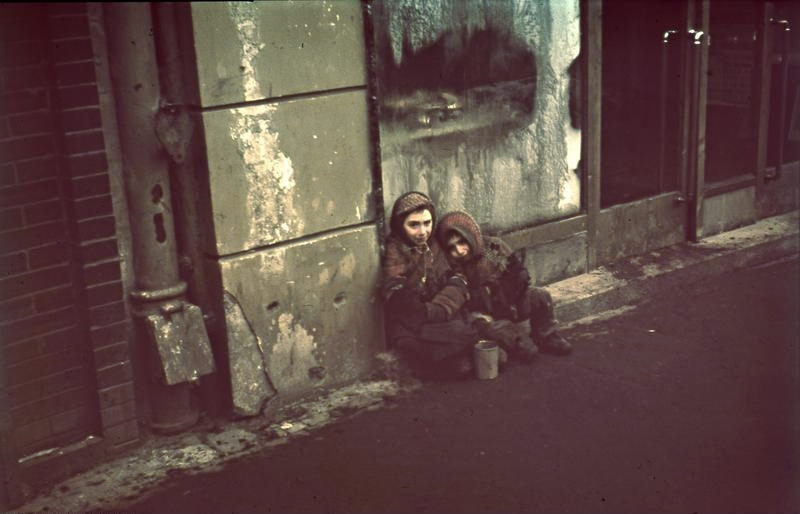
Per le strade del ghetto (1941)

### Henrich Jost (settembre 1941)
- Gunther Schwarberg, ed., In The Ghetto Of Warsaw: Photographs by Heinrich Jost (2001)
- Henrich Jost, su regards-ghettos.memorialdelashoah.org.

Il sergente della Wehrmacht con sede in Polonia vicino a Varsavia, Henrich Jost - un albergatore di Langenlonsheim (Palatinato) nato nel 1898 - si recò nel ghetto della città nel settembre del 1941, alcuni sostengono con un permesso speciale concesso in occasione del suo compleanno, secondo altri senza essere stato autorizzato, e scattò quasi 140 fotografie con la sua Rolleiflex. Spiegò dopo la guerra che furono i corpi ammucchiati all'ingresso del ghetto a spingerlo ad andare a vedere con i propri occhi cosa vi stava succedendo. Per quasi 40 anno Jost tenne nascosta l'esistenza di queste foto e solo nel novembre 1982 le affidò al giornalista della rivista Stern Günther Schwarzberg.

### Un anonimo soldato (1942)
- Album of a German Soldier, su yadvashem.org.

Un soldato che prestava servizio in un'unità di rifornimento per l'aeronautica tedesca nella regione di Varsavia ebbe l'opportunità di visitare il ghetto. Sfortunatamente non conosciamo la data esatta in cui le foto furono scattate, ma tutto sembra indicare che fosse nei primi mesi del 1942, prima dell'inizio delle deportazioni. Il ghetto è ancora affollato di bambini, donne, anziani.
Le fotografie furono sistemate con cura dall'autore, insieme ad altre foto di Varsavia e delle sue esperienze nell'esercito, in un elegante album rilegato in pelle dedicato al Führer: “Das Warschauer Ghetto. Ein Kulturdokument für Adolf Hitler" (Il ghetto di Varsavia. Un documento culturale per Adolf Hitler). Delle 109 foto contenute nell'album, 56 riguardano il ghetto. Alcune di queste foto sono state prese da un'auto e si può quindi presumere che il soldato sia arrivato nel ghetto in una giornata fredda ma soleggiata, con qualcun altro nel veicolo, sia uscito dall'auto da qualche parte nel ghetto e sia andato in giro a piedi.
Tutte le foto sono state scattate all'aperto e descrivono tutto ciò che le foto del Judenrat non potevano mostrare: la sofferenza e le condizioni difficili nel ghetto. In molte foto vediamo persone che sono accasciate per terra, bambini che chiedono l'elemosina e la miseria generale che avvolgeva le strade del ghetto. Tuttavia, le foto mostrano anche gli sforzi delle persone per mantenere un normale stile di vita in queste difficili circostanze e i loro tentativi di impegnarsi nel commercio. Particolarmente notevoli sono i due estremi della vita commerciale nel ghetto: da un lato i piccoli negozi che erano riusciti, in qualche modo, a rimanere aperti; d'altra parte, vediamo l'attivo commercio di strada che caratterizzava la vita del ghetto.

## Collezioni da istituzioni ebraiche

### Organizzazioni Assistenziali: Foto Forbert (primavera 1940)
- The Albums of the Self-Help Organization (ZSS), su yadvashem.org.
- Foto Forbert, su regards-ghettos.memorialdelashoah.org.

Poco tempo dopo che Varsavia fu occupata dai tedeschi, la comunità ebraica organizzò un comitato di assistenza sociale noto come Żydowska Samopomoc Społeczna (Società ebraica di mutuo soccorso), o ZSS, al fine di fornire assistenza sociale ai residenti ebrei. I finanziamenti per le attività provenivano principalmente dalla filiale polacca della Joint, anch'essa situata a Varsavia. The Joint, acronimo di The American Jewish Joint Distribution Committee, era un'agenzia fondata da ebrei in America nel 1914 per fornire aiuto alle comunità ebraiche situate al di fuori degli Stati Uniti. Essendo un'istituzione americana, il comune è stato autorizzato a continuare le sue attività nella Polonia occupata. Durante la prima metà del 1940, le attività di aiuto dell'organizzazione si concentrarono sull'apertura di cucine per zuppe pubbliche e sulla distribuzione di cibo ai bisognosi, sull'accoglienza di migliaia di rifugiati e prigionieri ebrei che si riversavano a Varsavia e sulla creazione di istituzioni per la cura dei bambini. Oltre ai fondi, il comune ha inviato pacchi alimentari e vestiti dagli Stati Uniti agli ebrei a Varsavia, e questi sono stati distribuiti alla ZSS e ad altre organizzazioni, come la TOZ (Health and Sanitation Organization). Apparentemente, al fine di mostrare ai suoi donatori come i loro contributi venivano utilizzati per aiutare a raccogliere fondi aggiuntivi, nella primavera del 1940 il comune chiese a un fotografo professionista di documentare questa attività e di preparare una serie impressionante di foto. Quando i lavori furono completati, le foto furono sviluppate nel negozio di fotografia Foto Forbert, che si trovava in via Wierzbowa 11. Il negozio era di proprietà di un uomo di nome Baum, e potrebbe essere stato il fotografo. In ogni caso, 462 foto sono state scelte dal negozio e sono state montate su fogli di cartone giallo che includevano brevi descrizioni, nonché il nome e l'indirizzo dell'istituzione raffigurati nella foto. Non è chiaro chi abbia ricevuto questi album e cosa ne sia diventato durante la guerra, ma in seguito copie di essi si sono fatti strada verso gli archivi Yad Vashem e l'Istituto storico ebraico di Varsavia.
Le fotografie di questi album sono state prese per uno scopo molto specifico per il Joint, e quindi coprono solo argomenti relativi agli aiuti sociali, ecc. La maggior parte sono state scattate all'interno dei vari edifici gestiti dalle istituzioni di auto-aiuto. Possiamo vedere varie cucine da minestra, alloggi improvvisati per i nuovi arrivati a Varsavia, orfanotrofi, cliniche, scuole materne, magazzini di pacchi, ecc. Sebbene tutte le foto raffigurino efficienza e attività, le foto dei rifugiati ebrei che erano stati espulsi da altre località in Varsavia indica la crescente sofferenza della vita all'interno della città.

### Laboratori ebraici (autunno 1941)
- Workshops in the Warsaw Ghetto, su yadvashem.org.

Nell'autunno del 1941, l'attività produttiva all'interno del ghetto era aumentata in modo significativo, in particolare dopo l'arrivo di diversi imprenditori tedeschi che speravano di sfruttare la forza lavoro ebraica a basso costo disponibile lì. Accanto alle fabbriche di proprietà tedesca che furono create dagli imprenditori nel cuore del ghetto, anche le officine ebraiche aumentarono la loro produzione e iniziarono a fornire i loro prodotti alle aziende polacche e persino alla Wehrmacht. Un "conglomerato" di laboratori ebraici era noto come Judische Produktionsgesellschaft GMBH (Jewish Production Company, Ltd.). Gli ebrei preferivano lavorare in queste fabbriche a causa del modo umano in cui venivano trattati lì. Sembra che alla fine del 1941 qualcuno nell'amministrazione del ghetto abbia deciso di fotografare e immortalare il lavoro produttivo che si stava svolgendo nel ghetto. È abbastanza probabile che lo stesso fotografo che ha lavorato con Foto Forbert sia stato nuovamente incaricato e abbia scattato almeno 218 fotografie, anch'esse montate su fogli di cartone. Queste foto non sono mai state inserite in un album e non si sa se fossero pensate per essere viste dai tedeschi o da qualcun altro. Dopo la guerra finirono nelle mani di un proprietario privato in Polonia e nel 1990 furono consegnati a Yad Vashem attraverso l'ambasciatore israeliano a Varsavia.
Come nella raccolta precedente, questa raccolta indica chiaramente l'intenzione della persona che ha sponsorizzato le fotografie di trasmettere un senso di efficienza e produttività. Sebbene i luoghi che sono stati fotografati non siano invitanti, descrivono l'attività e il lavoro delle persone piuttosto che le loro sofferenze. Inoltre, la collezione contiene foto che fungono da una specie di catalogo dei vari prodotti realizzati nel ghetto. Ne esiste una grande varietà e comprende utensili da cucina, giocattoli, bollitori, attrezzature idrauliche, decorazioni per la casa e uniformi militari tedesche. Accanto ad alcune delle foto troviamo la didascalia "Judische Produktion GMBH", come nel tentativo di enfatizzare il fatto che il lavoro era stato fatto in fabbriche che erano possedute e gestite centralmente e indipendentemente dagli ebrei.
È importante notare qui che questo fenomeno di rappresentazione dell'efficienza e della produttività delle imprese ebraiche non è unico per il ghetto di Varsavia. Il Judenrat nel ghetto di Lodz ha prodotto diversi album fotografici per i tedeschi, al fine di mostrare loro che non avrebbero dovuto deportare gli ebrei dal ghetto e che sarebbe meglio lasciare le cose nelle mani del Judenrat. In ogni caso, possiamo vedere questo tipo di album come una sorta di strumento di pubbliche relazioni volto ad aiutare gli ebrei a sopravvivere.

## Foto varie di fonte polacca
Della maggior parte di queste fotografie, apparse in Polonia nel dopoguerra, non si conoscono gli autori né le esatte circostanze e date in cui furono scattate. Essere coprono le tappe essenziali della vita del ghetto, incluse le deportazione dell'estate 1942.

### La costituzione del ghetto (1940)

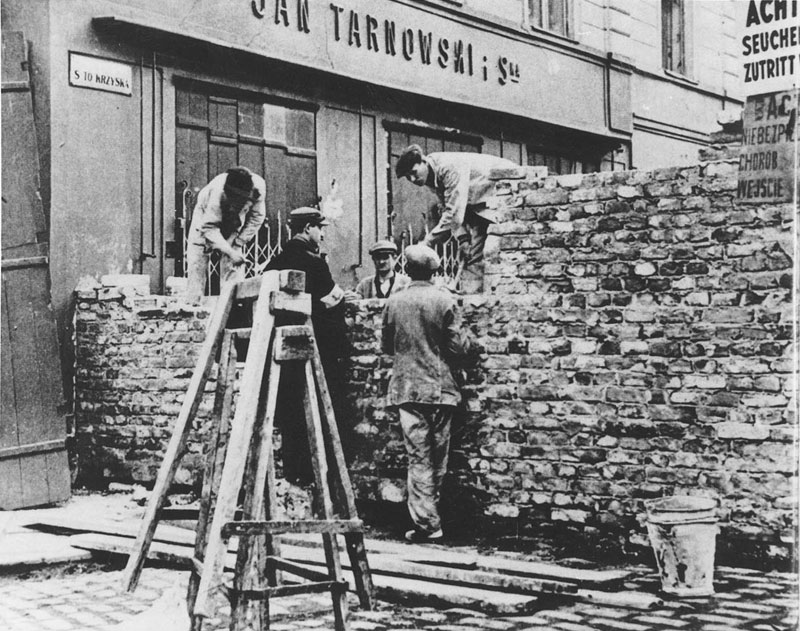
La costruzione del muro del ghetto (autore ignoto, agosto 1940)
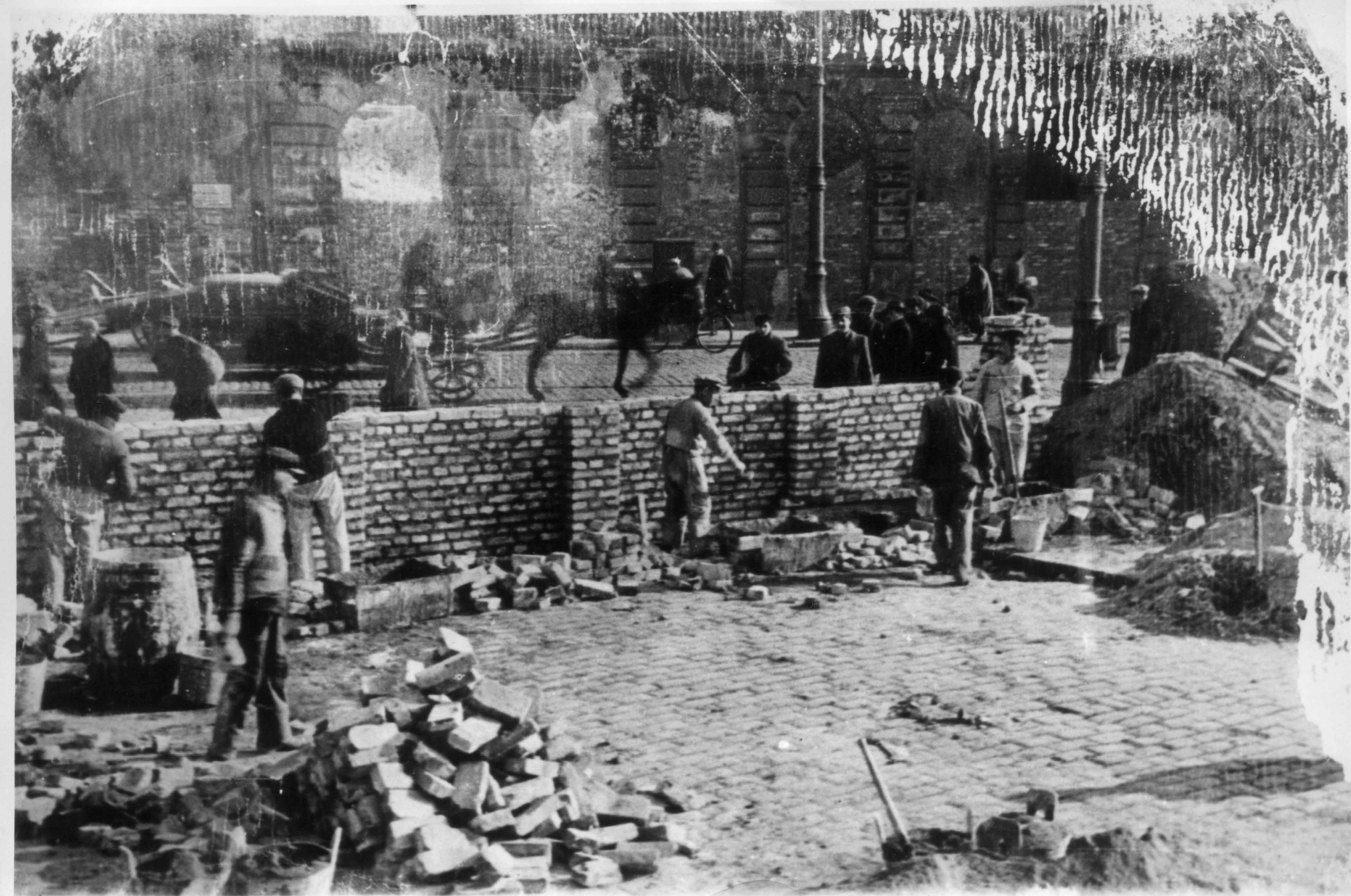
Costruzione delle mura del ghetto (1940)
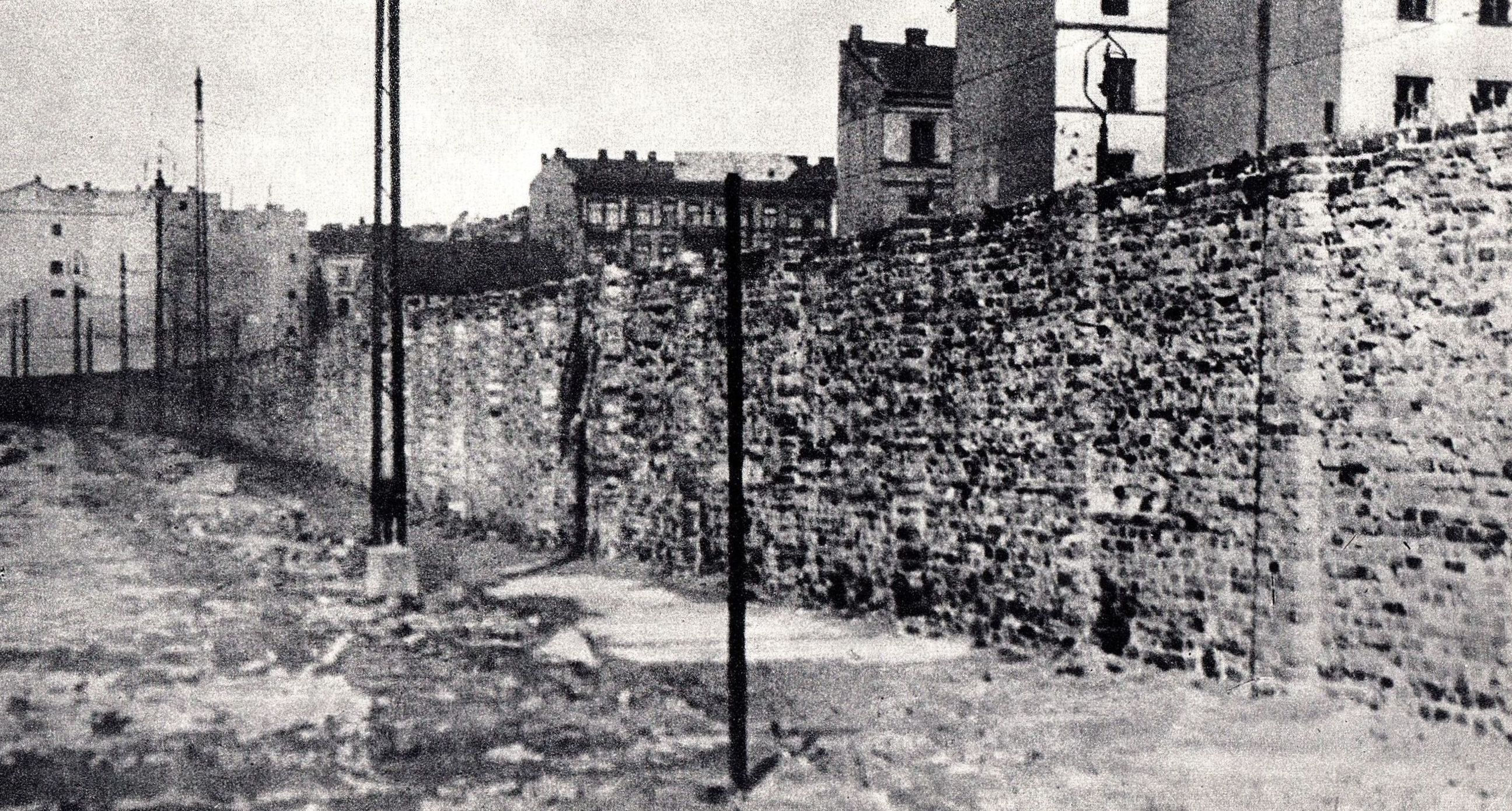
Le mura del ghetto

### Vita nel ghetto (1940-1942)

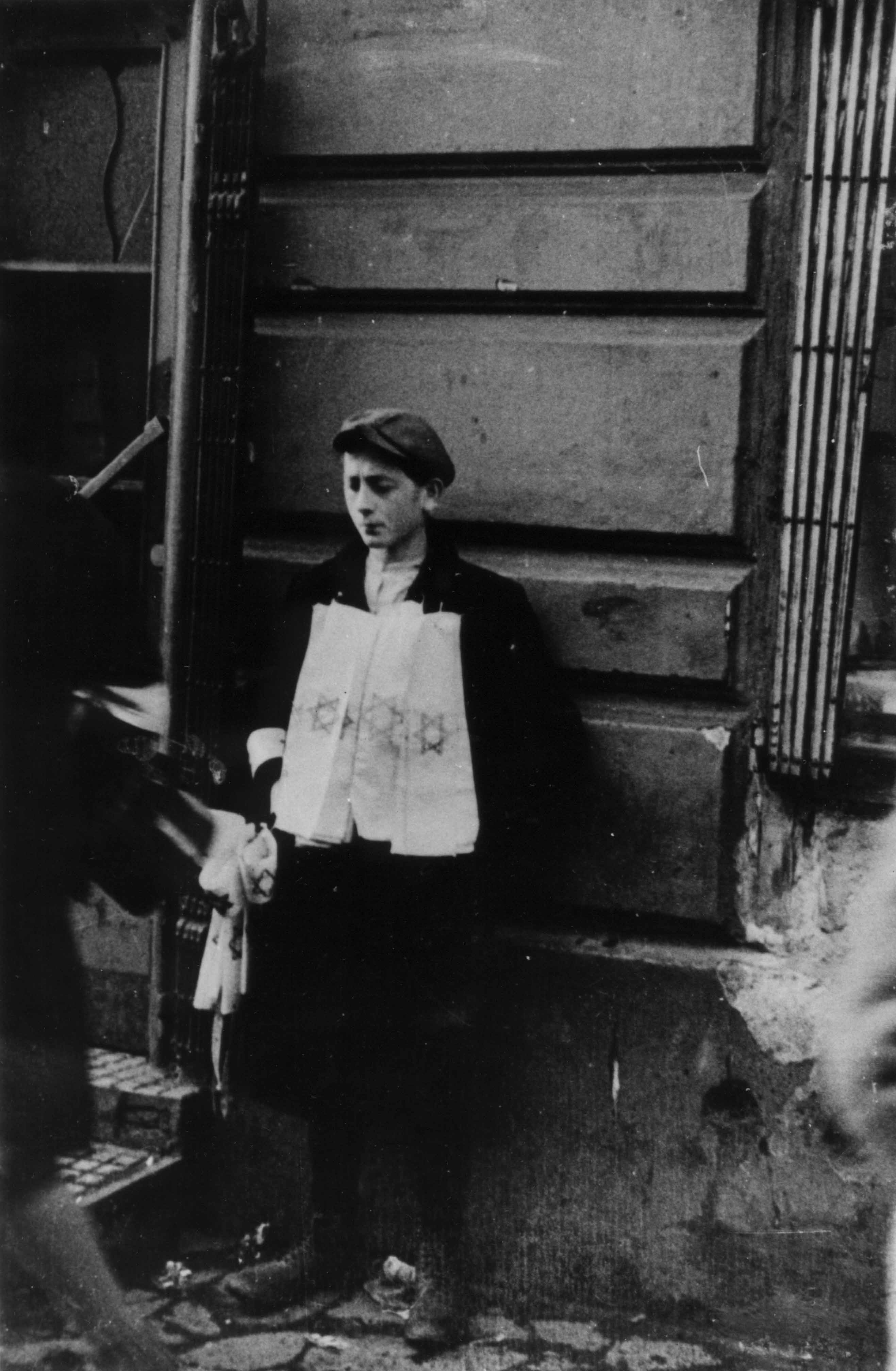
1940-41
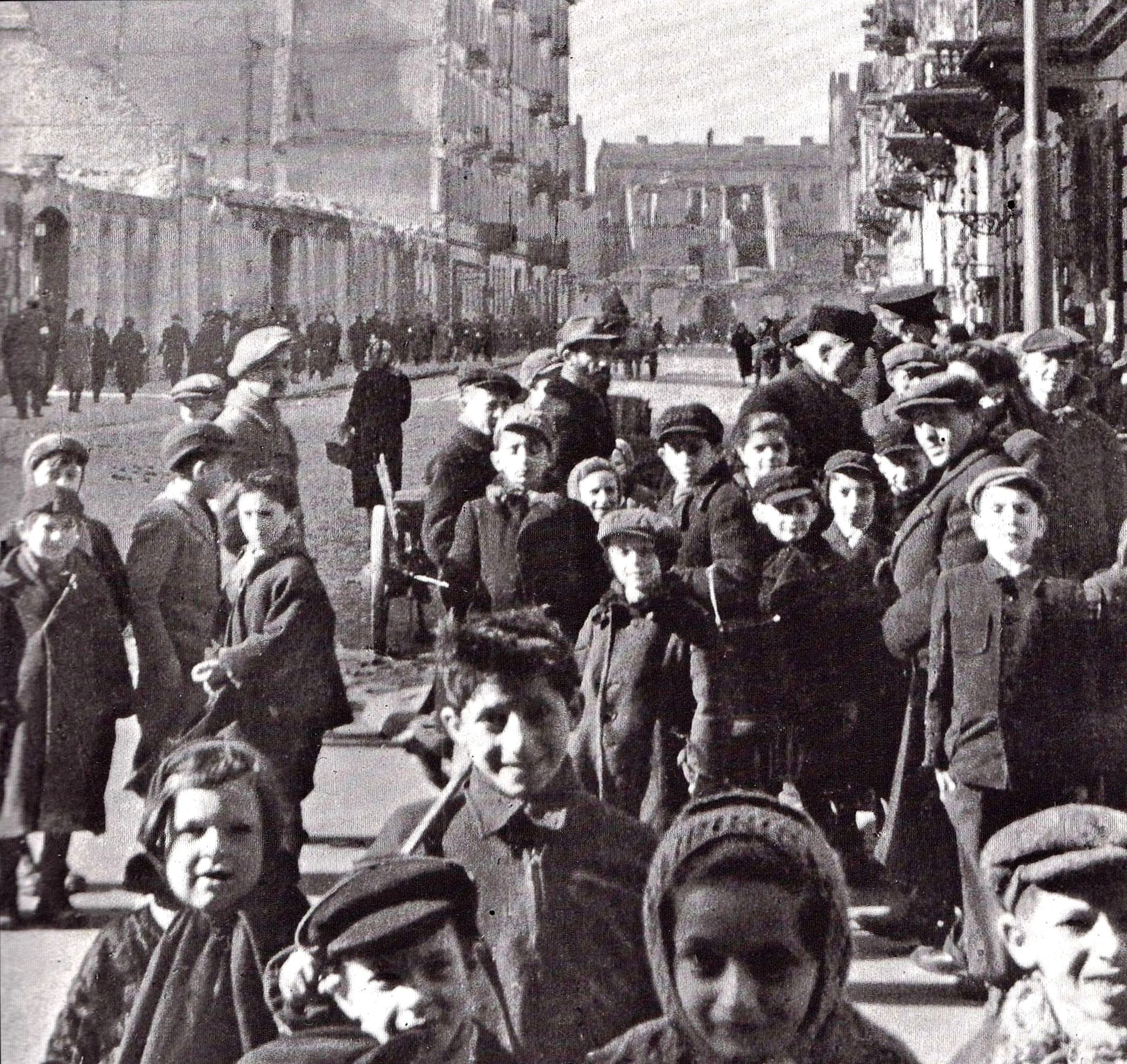
Bambini nel ghetto (1941-42)
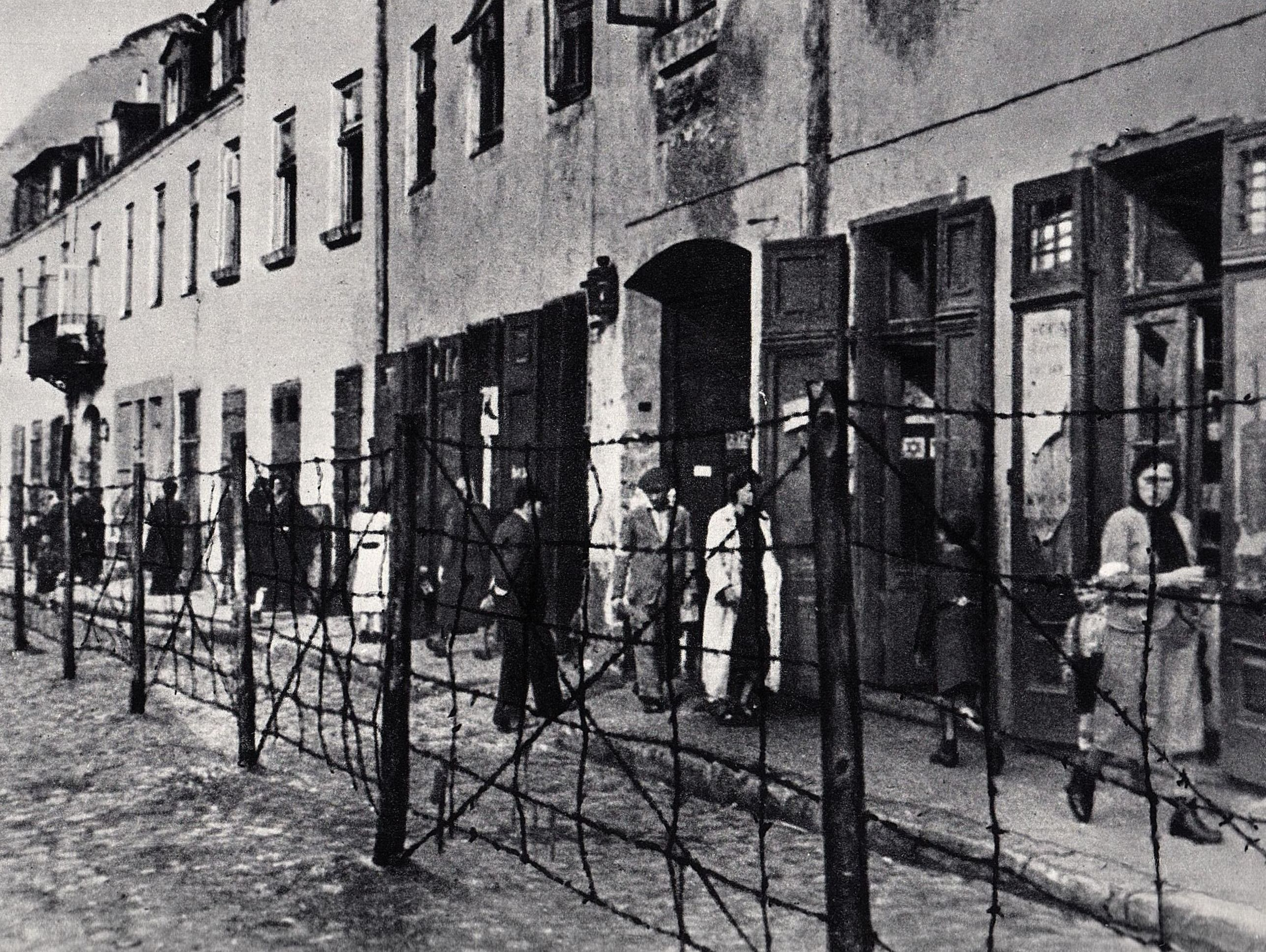
Una via del ghetto (1941)
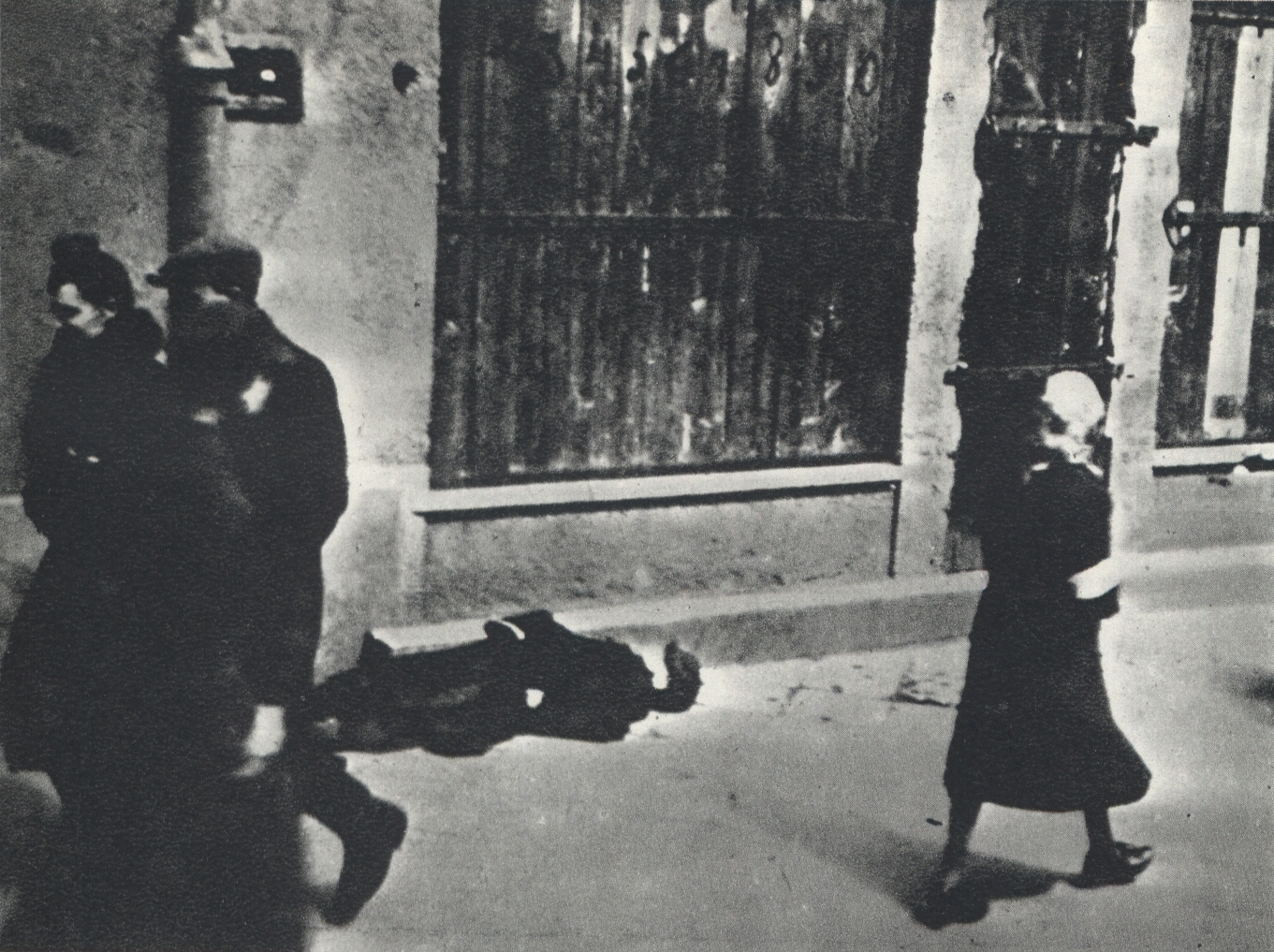
1941?
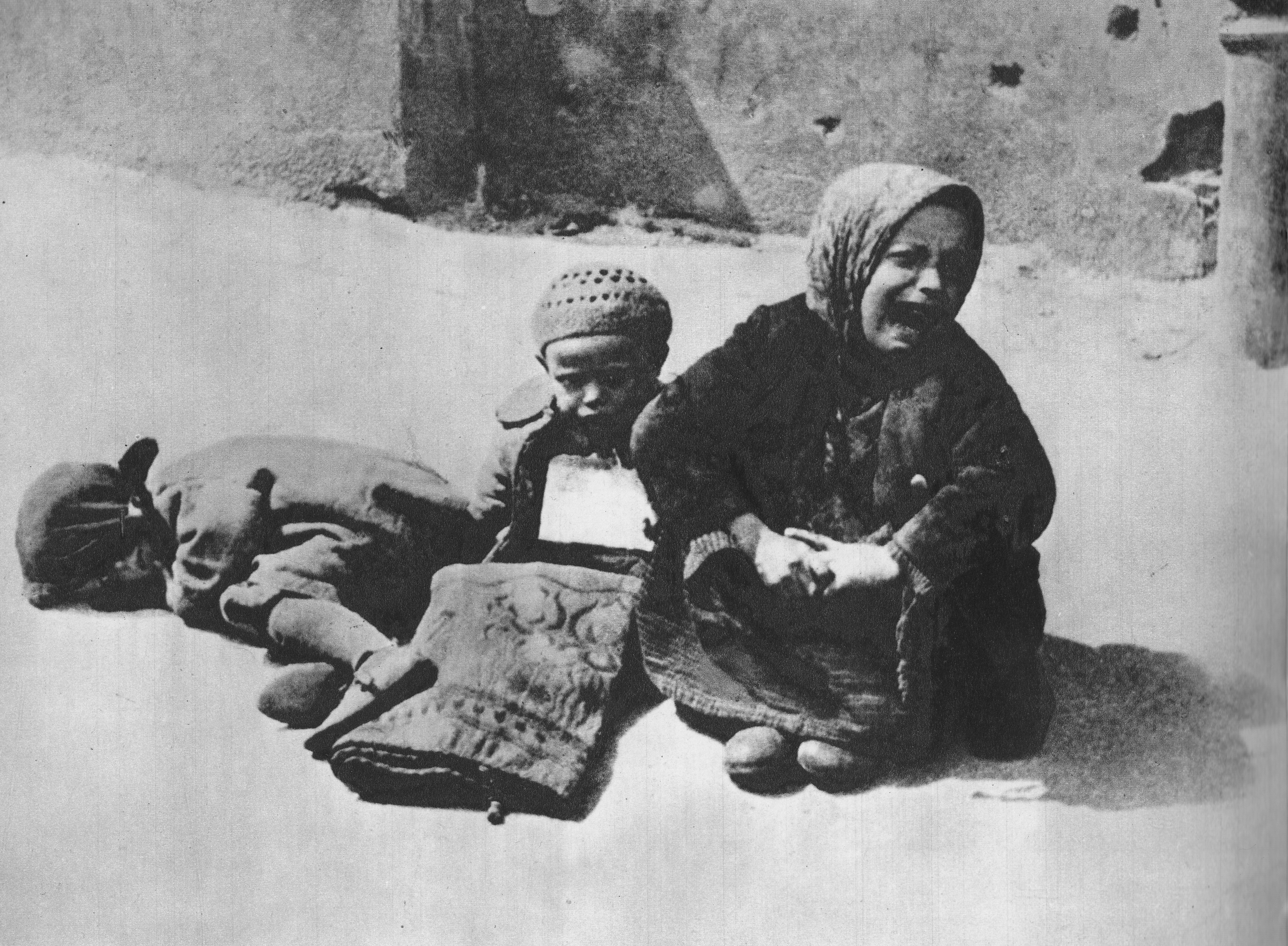
Piccoli mendicanti (1941)
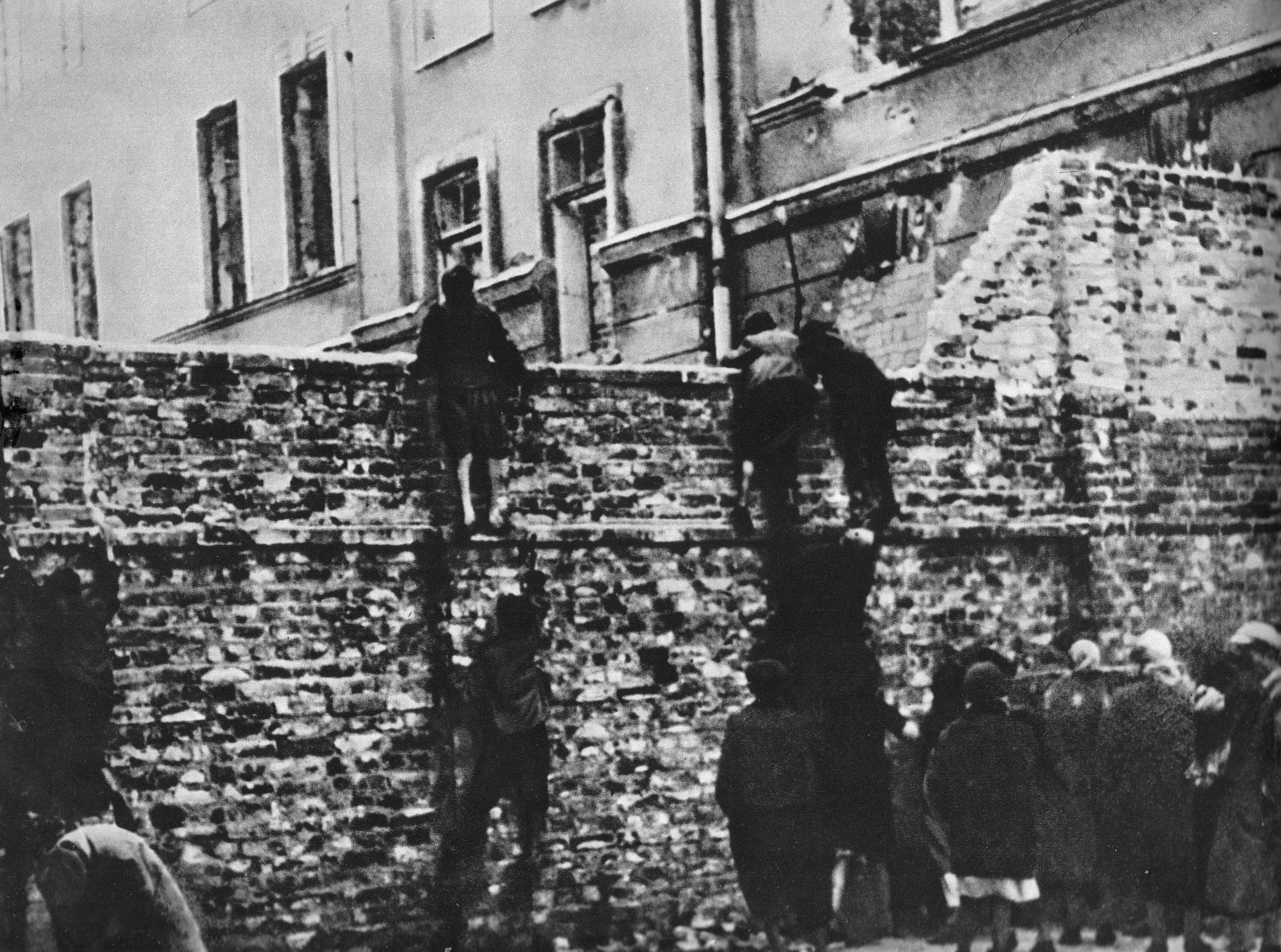
I bambini-contrabbandieri del ghetto (1941?)
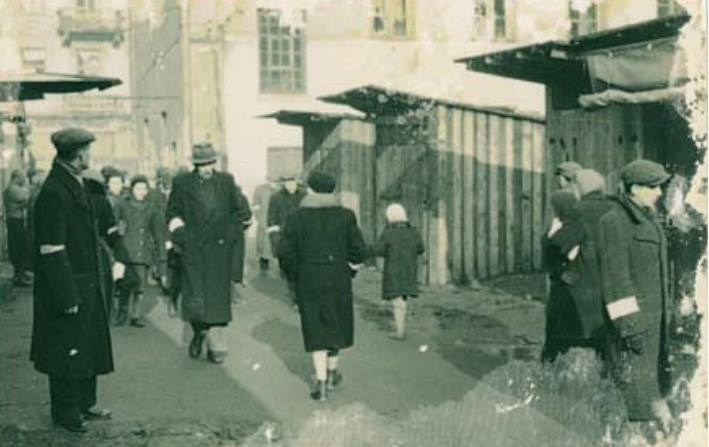
Una strada del ghetto (1941-42)
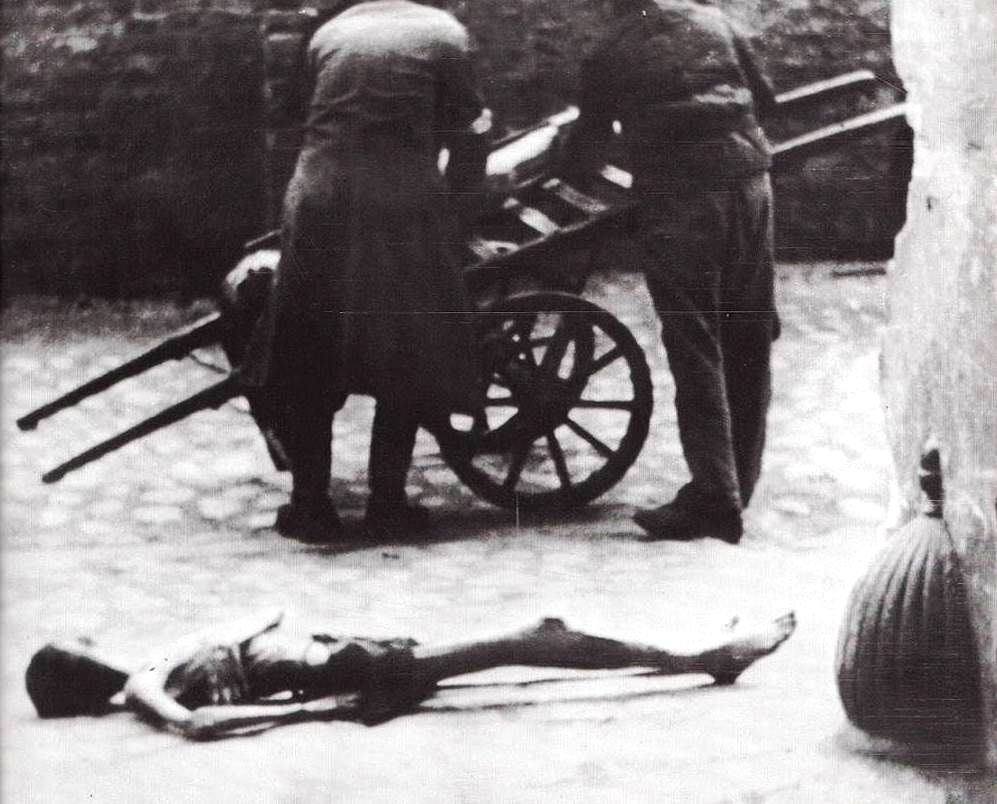
Raccolta dei morti (1941-42)
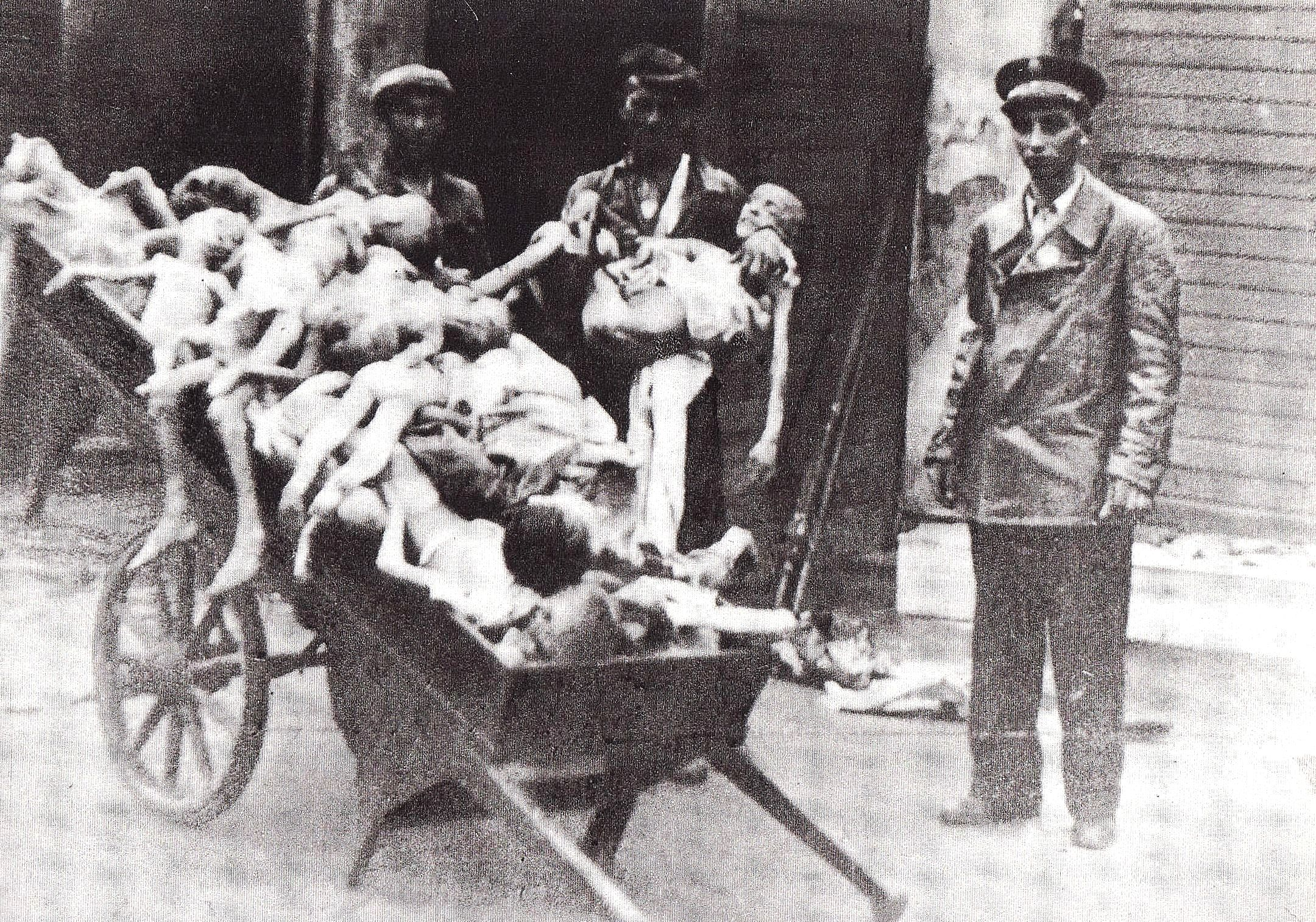
Raccolta dei morti (1941-42)
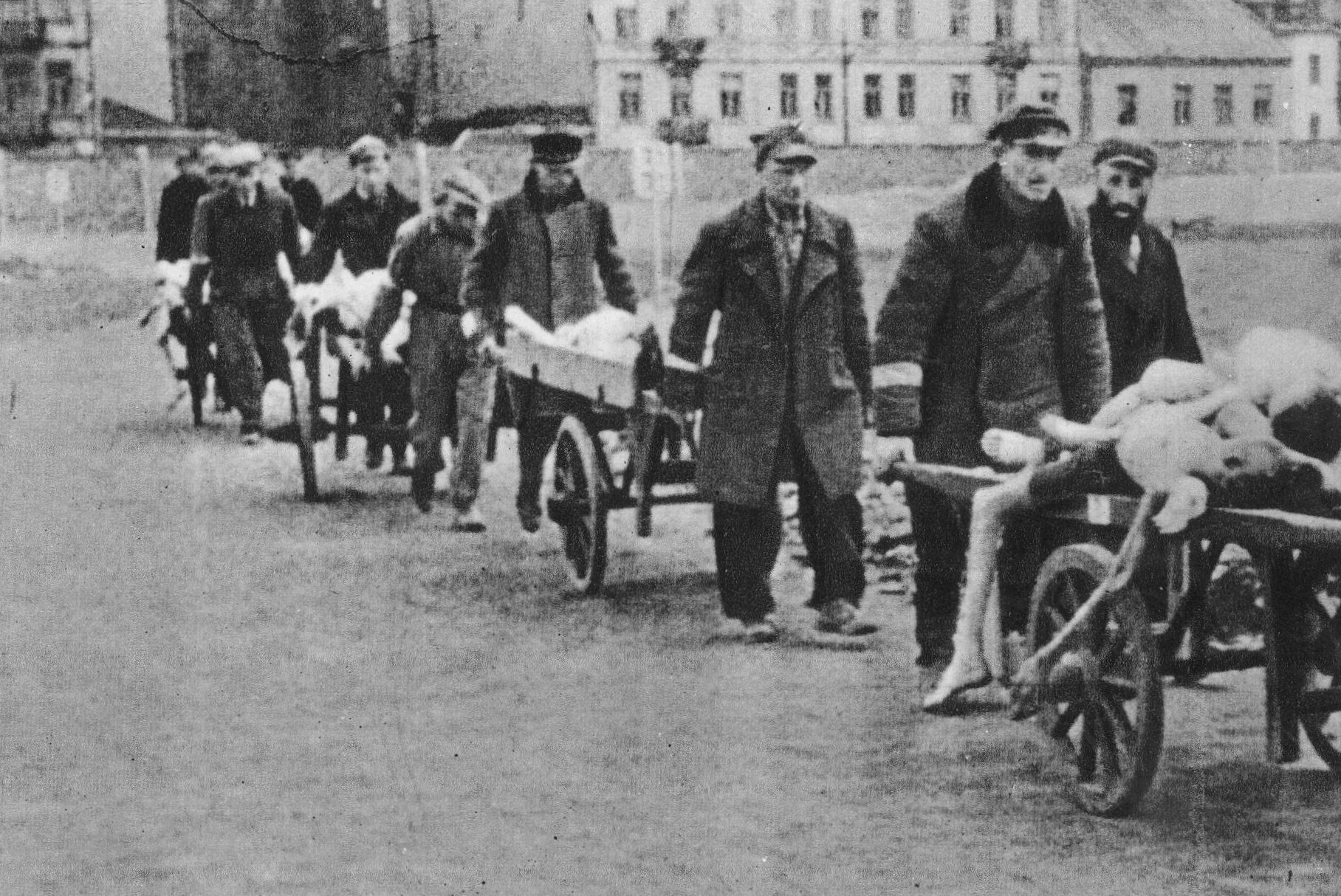
Trasporto dei morti (1941-42)

### Le deportazioni dell'estate 1942
Esiste solo un numero limitato di fotografie che documentano le deportazioni dell'estate 1942 verso il campo di sterminio di Treblinka, in cui la maggior parte della popolazione del ghetto di Varsavia fu sterminata.

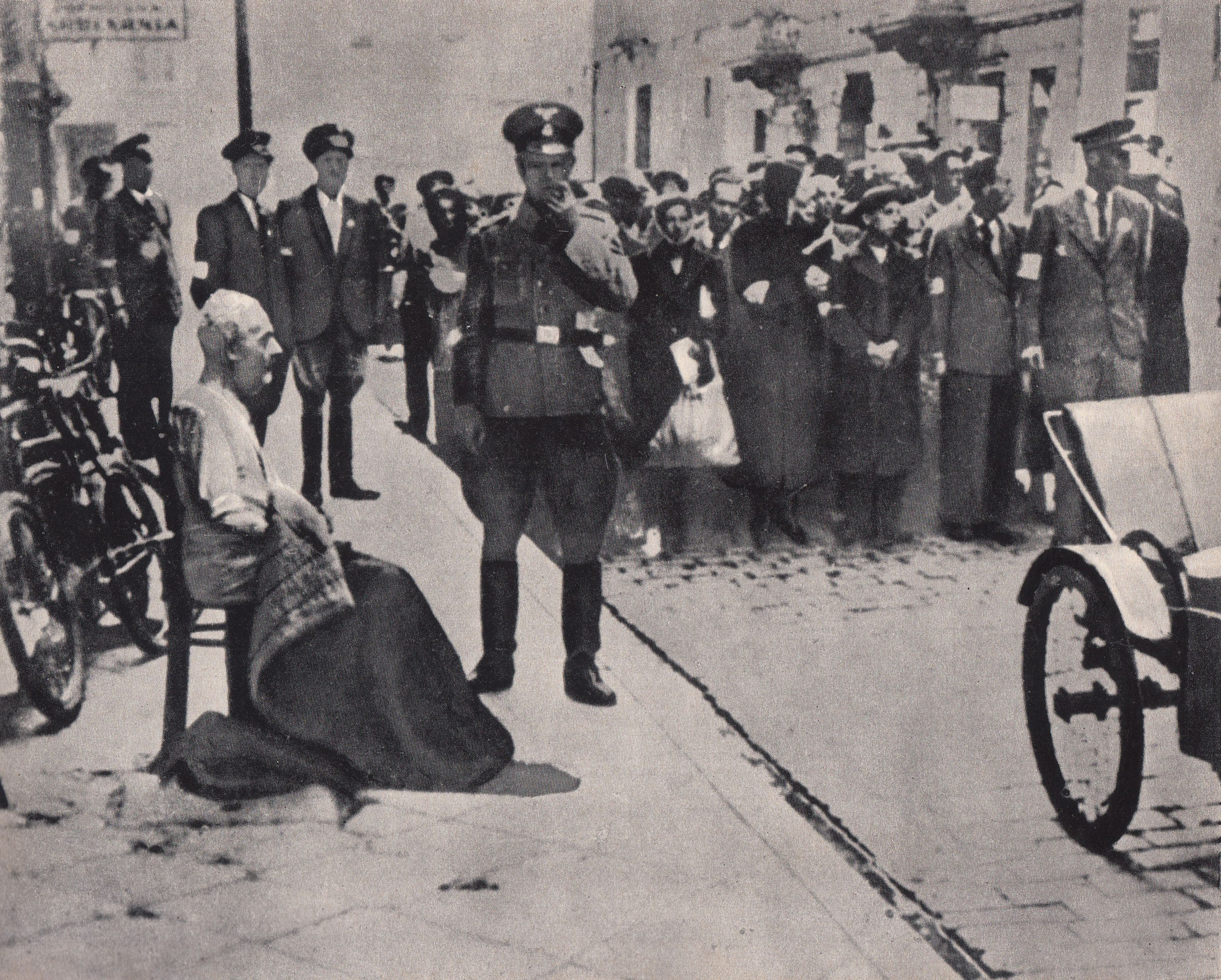
estate 1942
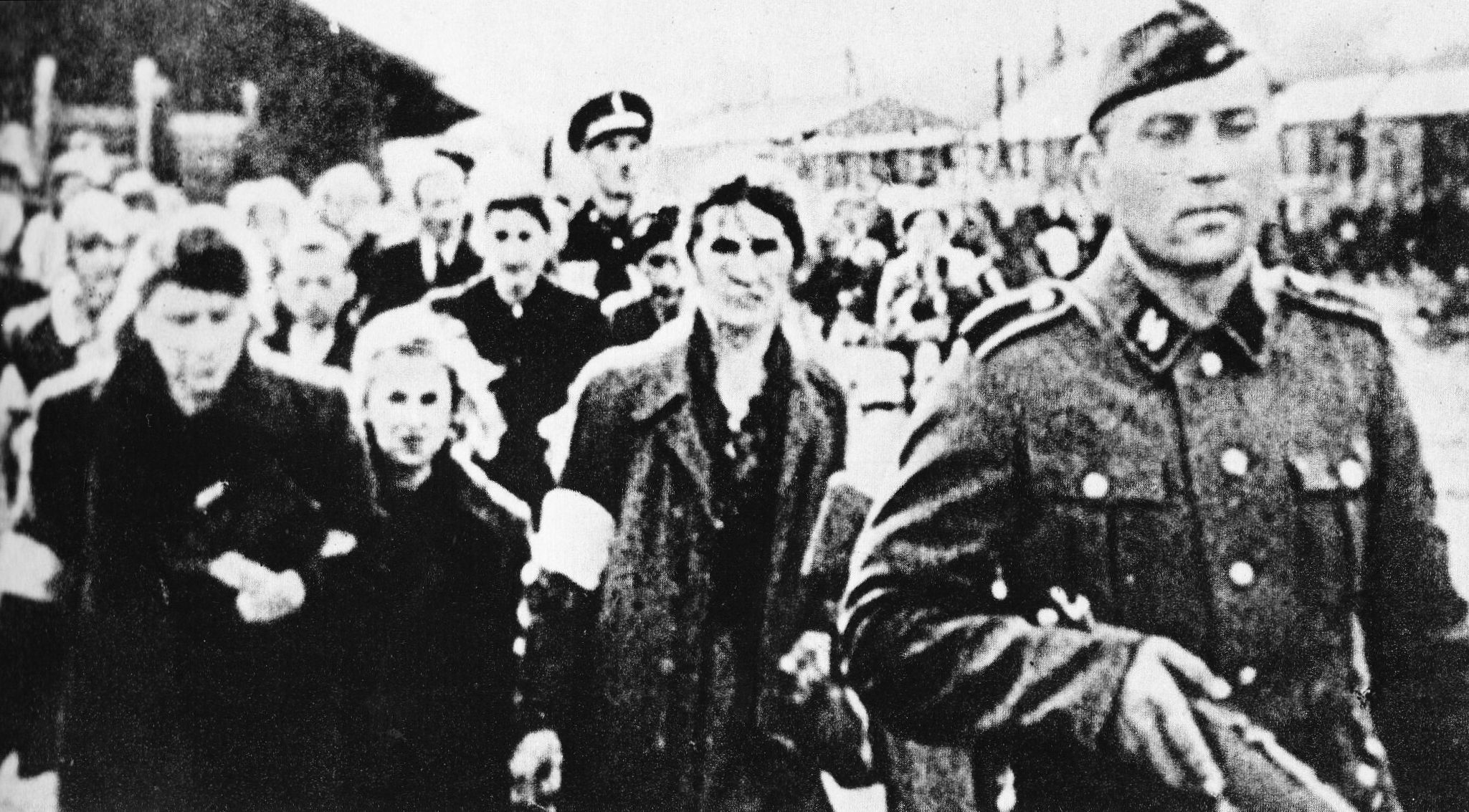
Ebrei raccolti nella Umschlagplatz per le deportazione
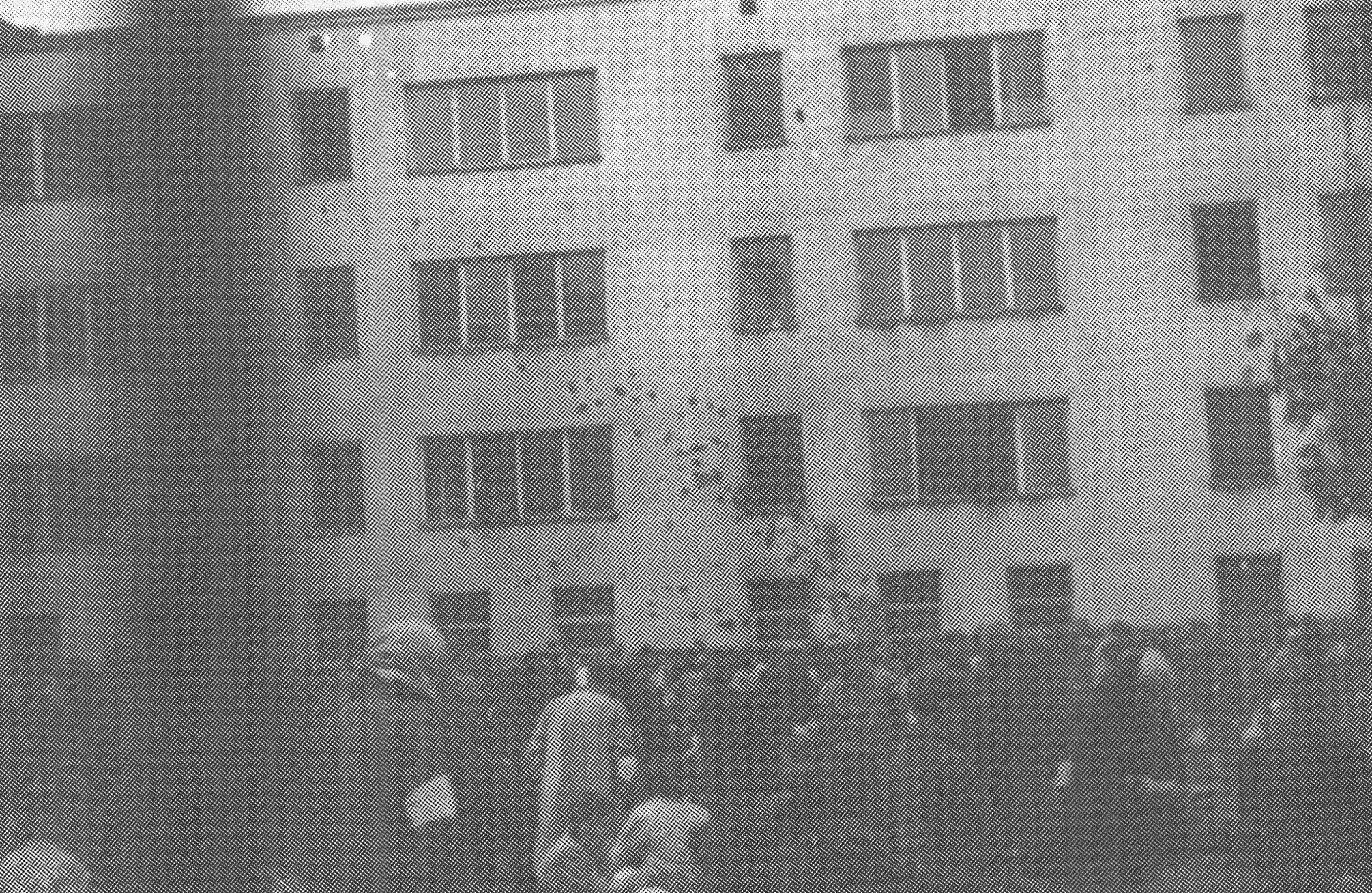
estate 1942
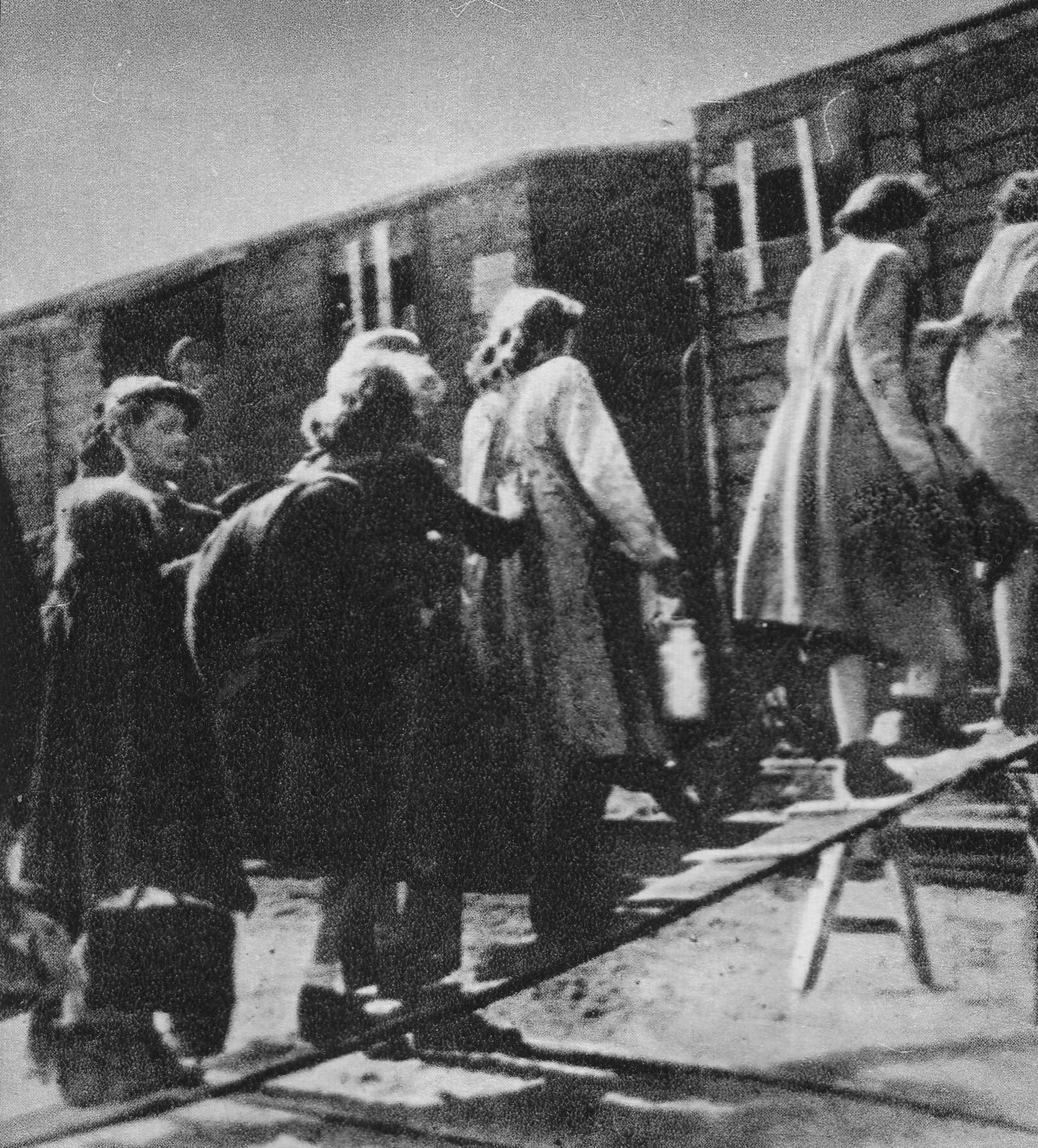
agosto 1942
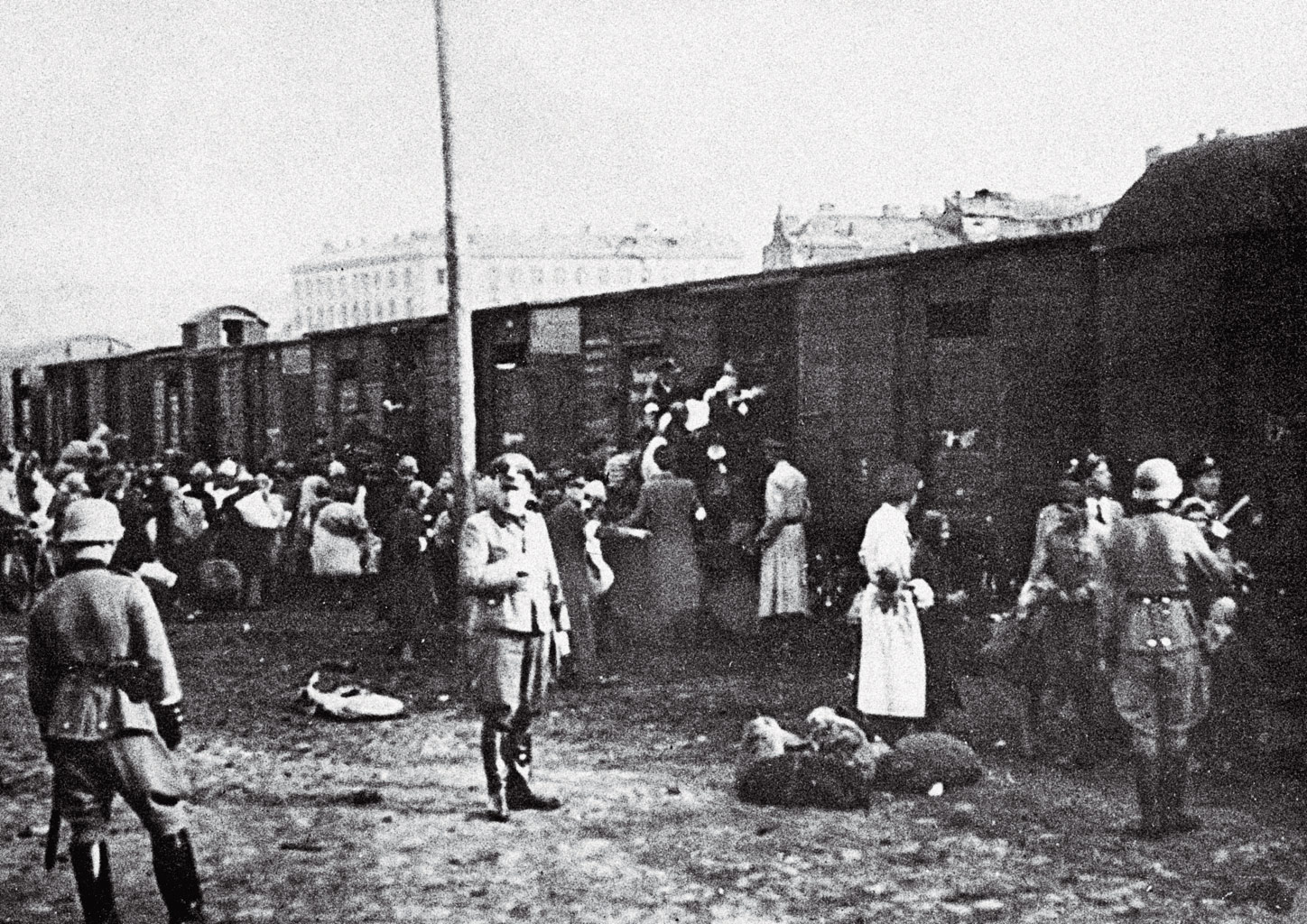
estate 1942
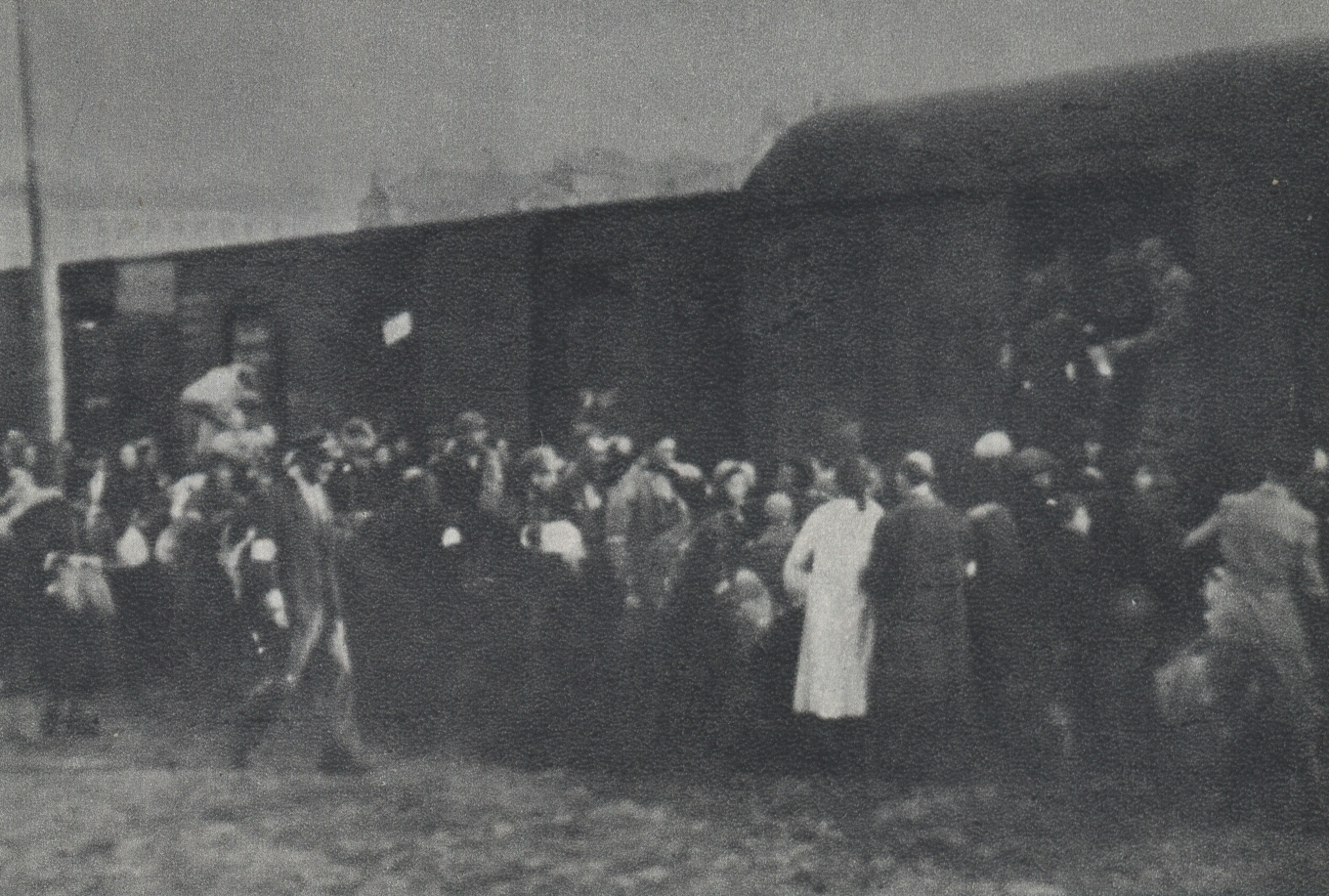
estate 1942

## La rivolta del ghetto: Collezione Jurgen Stroop (1943)
- All Images from the Stroop Report, su commons.wikimedia.org.
- The Stroop Collection, su yadvashem.org.

La liquidazione finale del ghetto di Varsavia iniziò il 19 aprile 1943, quando le forze SS e la polizia tedesca entrarono nel ghetto sotto il comando del generale SS Jurgen Stroop. Gli ebrei, che hanno ottenuto informazioni preliminari sull'operazione, sono andati sottoterra e alcuni di loro si sono rivolti alla resistenza armata. La campagna per spazzare via il ghetto è continuata fino al 16 maggio e si è conclusa con l'esplosione della Grande Sinagoga. Durante l'operazione, almeno un fotografo ha accompagnato il quartier generale di Stroop e ha scattato circa 115 fotografie. Di questi, Stroop inserì 48-52 foto nel suo rapporto di sintesi sulla liquidazione del ghetto, intitolato Es gibt keinen judischen Wohnbezirk a Warschau mehr (il quartiere ebraico di Varsavia non esiste più). Sono state prodotte tre eleganti copie del rapporto. Uno fu inviato a Himmler, uno a Krüger (il comandante supremo delle SS e della polizia tedesca nel governo generale) e l'ultima copia fu conservata dallo stesso Stroop. Questa copia, così come altre foto che non erano incluse, furono trovate in possesso di Stroop quando fu catturato dagli americani dopo la guerra. Sono state anche trovate le altre copie e una di esse è stata persino presentata alle prove di Norimberga. Gli album originali si trovano attualmente negli Archivi nazionali degli Stati Uniti, nell'Archivio federale in Germania e nel Comitato centrale per le indagini penali a Varsavia. Le copie delle foto negli archivi di Yad Vashem provenivano dagli Archivi nazionali degli Stati Uniti. Le fotografie di alta qualità scattate per Stroop costituiscono una documentazione unica della fase finale della storia del ghetto di Varsavia. Possiamo vedere che al fotografo è stato permesso di accompagnare le forze che hanno partecipato alla liquidazione del ghetto e di avvicinarsi alle principali aree di combattimento. Di conseguenza, osserviamo da vicino come gli ebrei furono rimossi dai bunker nei loro nascondigli sotterranei, come gli edifici furono incendiati, ebrei che furono catturati, demolizioni, ecc. Inoltre, l'album contiene molte foto di Stroop mentre stava tentando di reprimere la ribellione - un fatto che indica il suo desiderio di cantare le proprie lodi attraverso le foto. Alle foto contenute nell'album sono aggiunte brevi didascalie descrittive in tedesco, che riflettono chiaramente la prospettiva razzista dell'autore del rapporto. Le fotografie di Stroop servono come straordinaria testimonianza visiva della brutale fine del ghetto di Varsavia. Altre foto furono trovate in suo possesso quanto fu arrestato dalle truppe americane al termine della guerra.

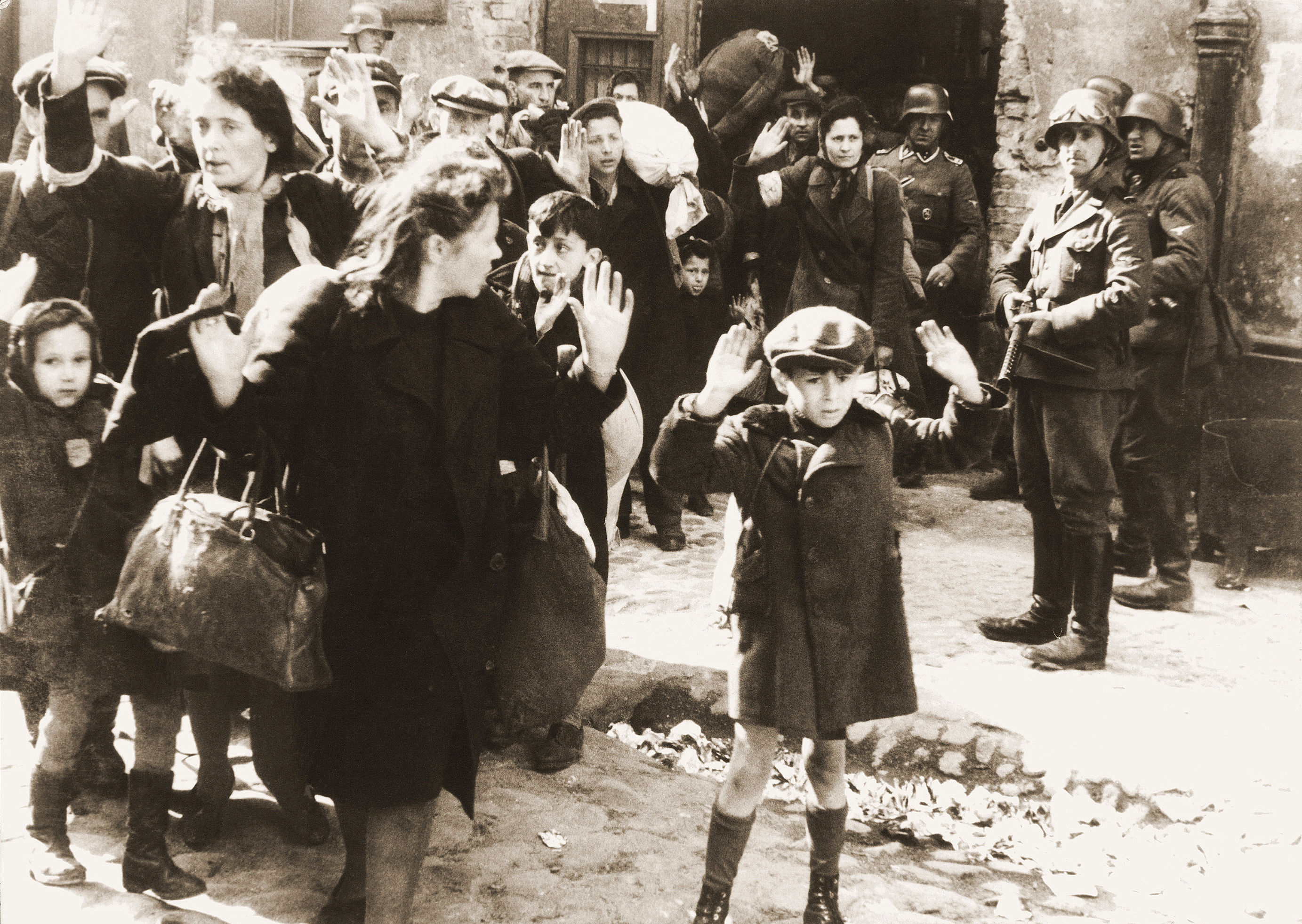
1943
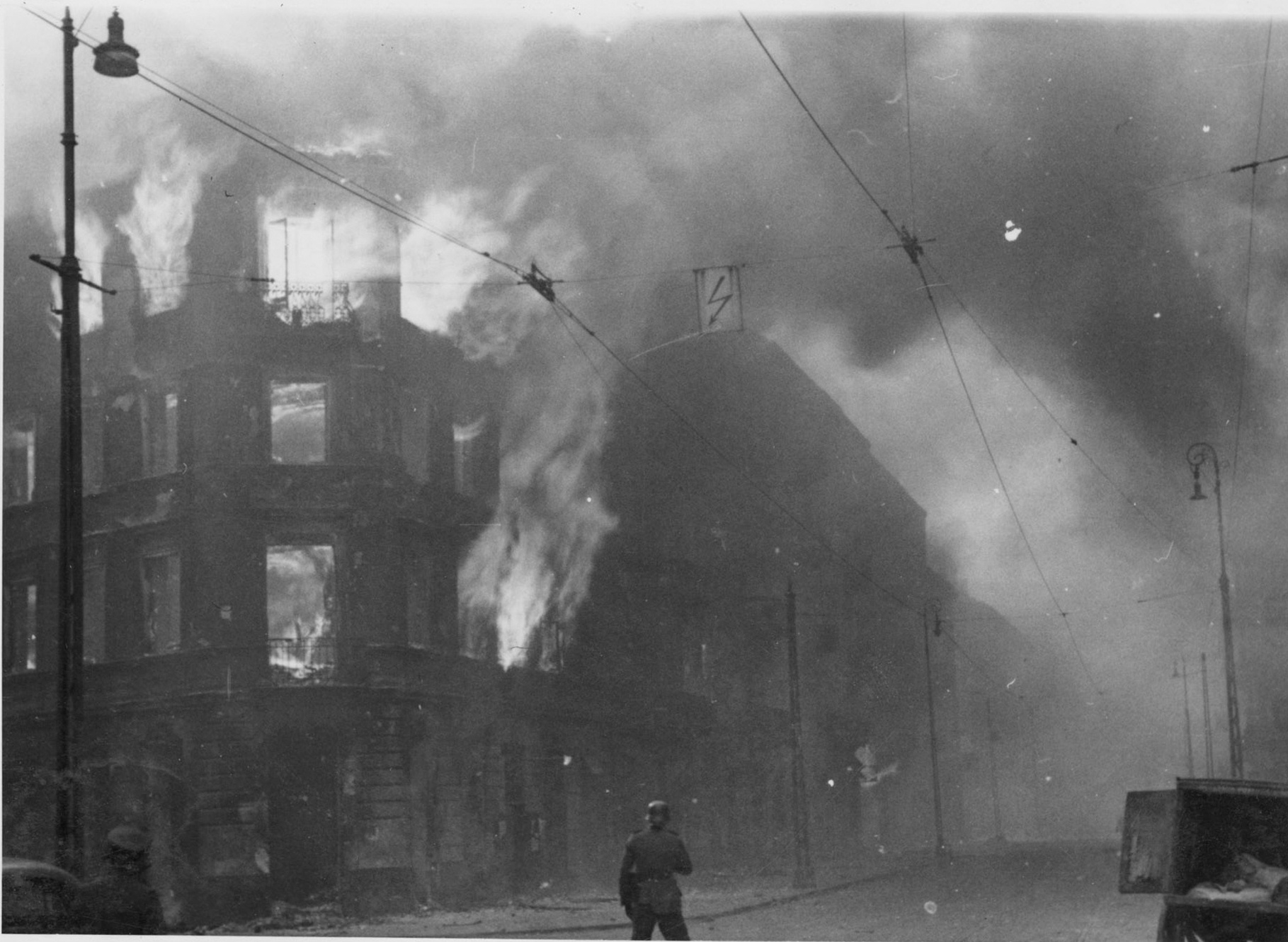
1943
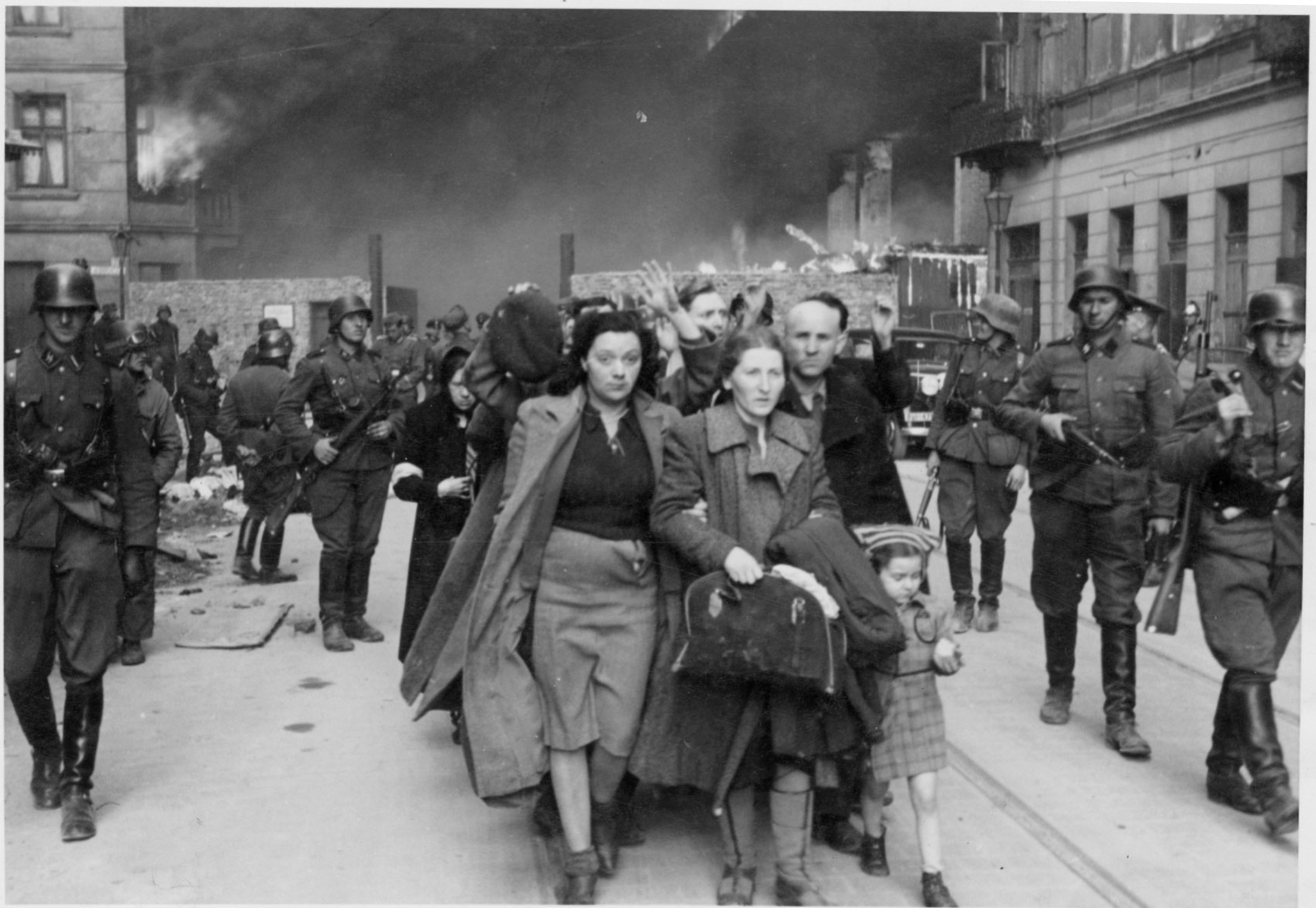
1943
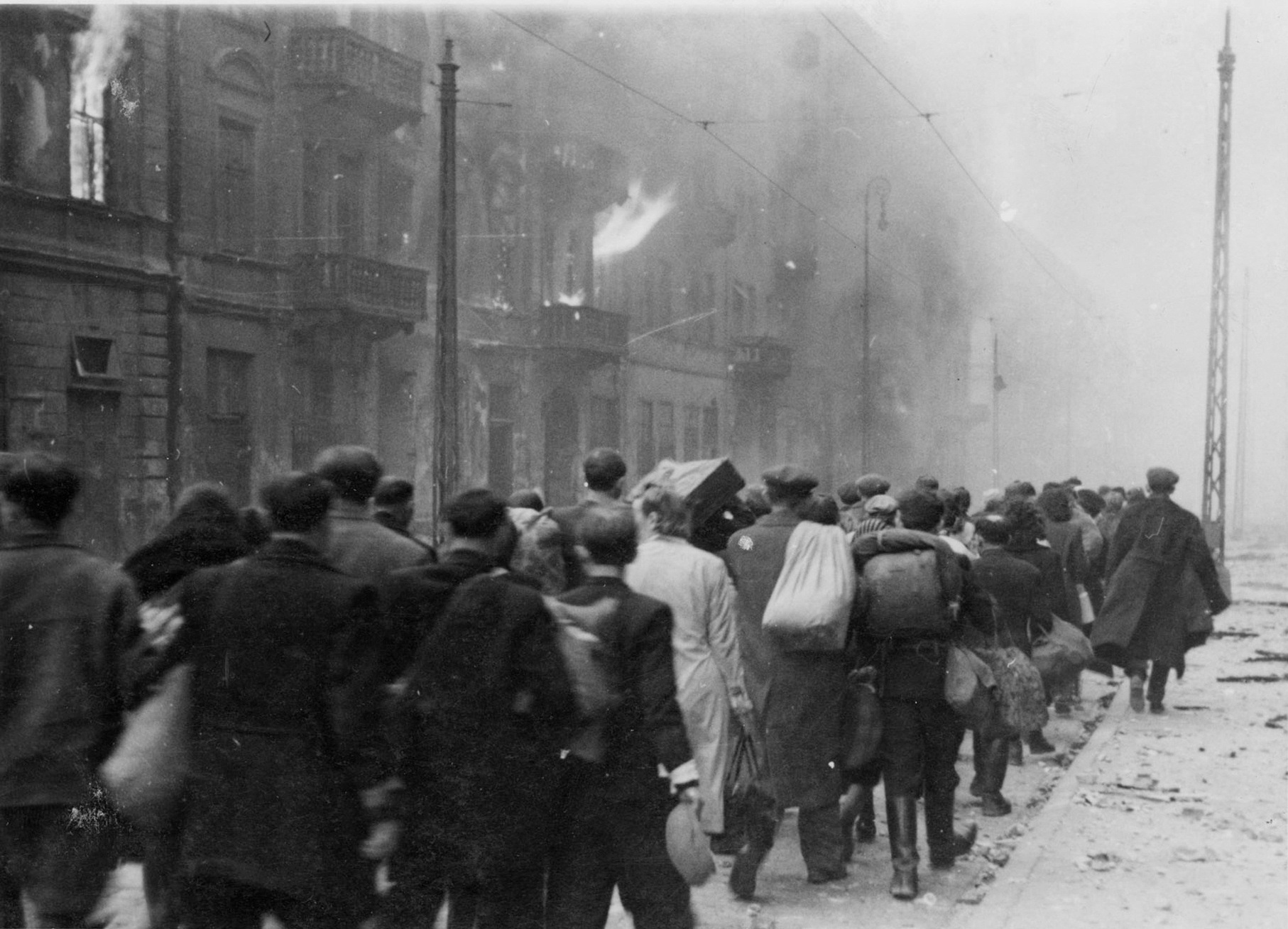
1943
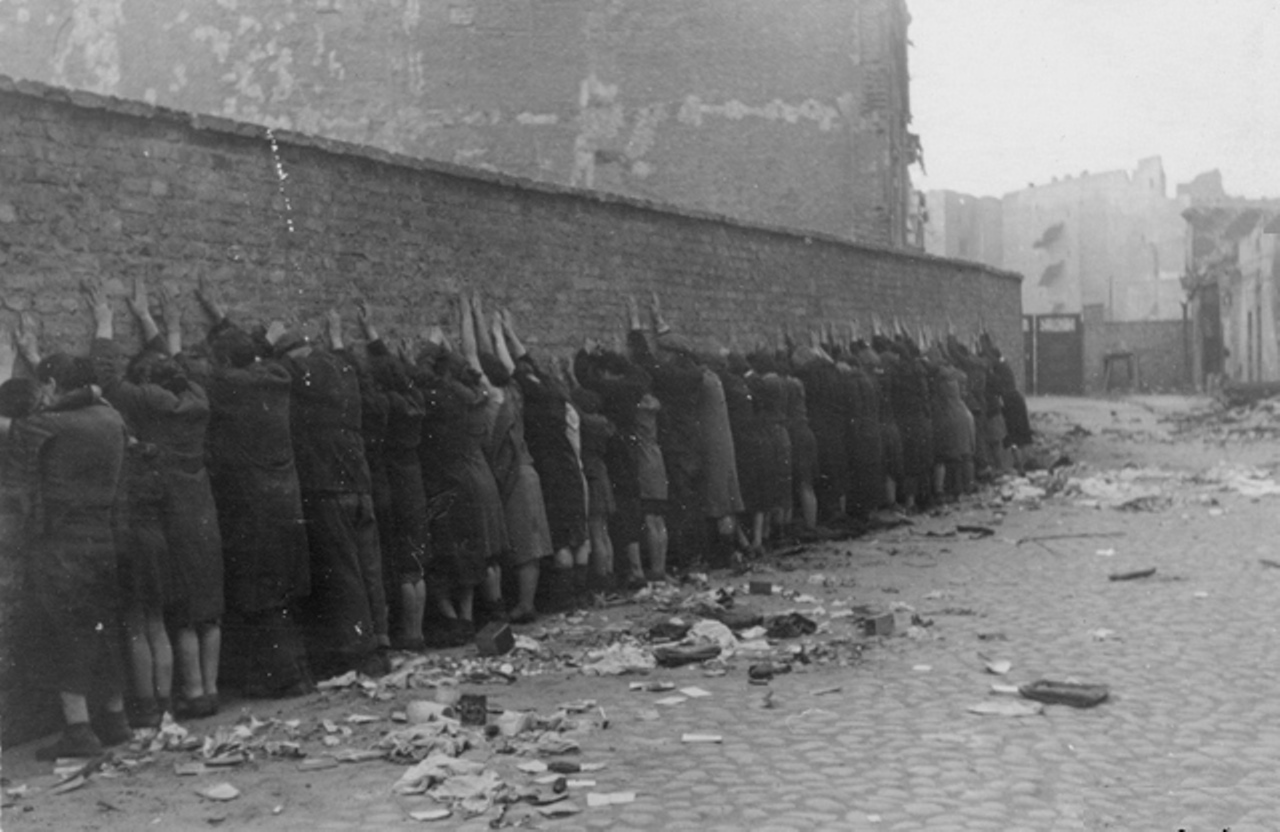
1943
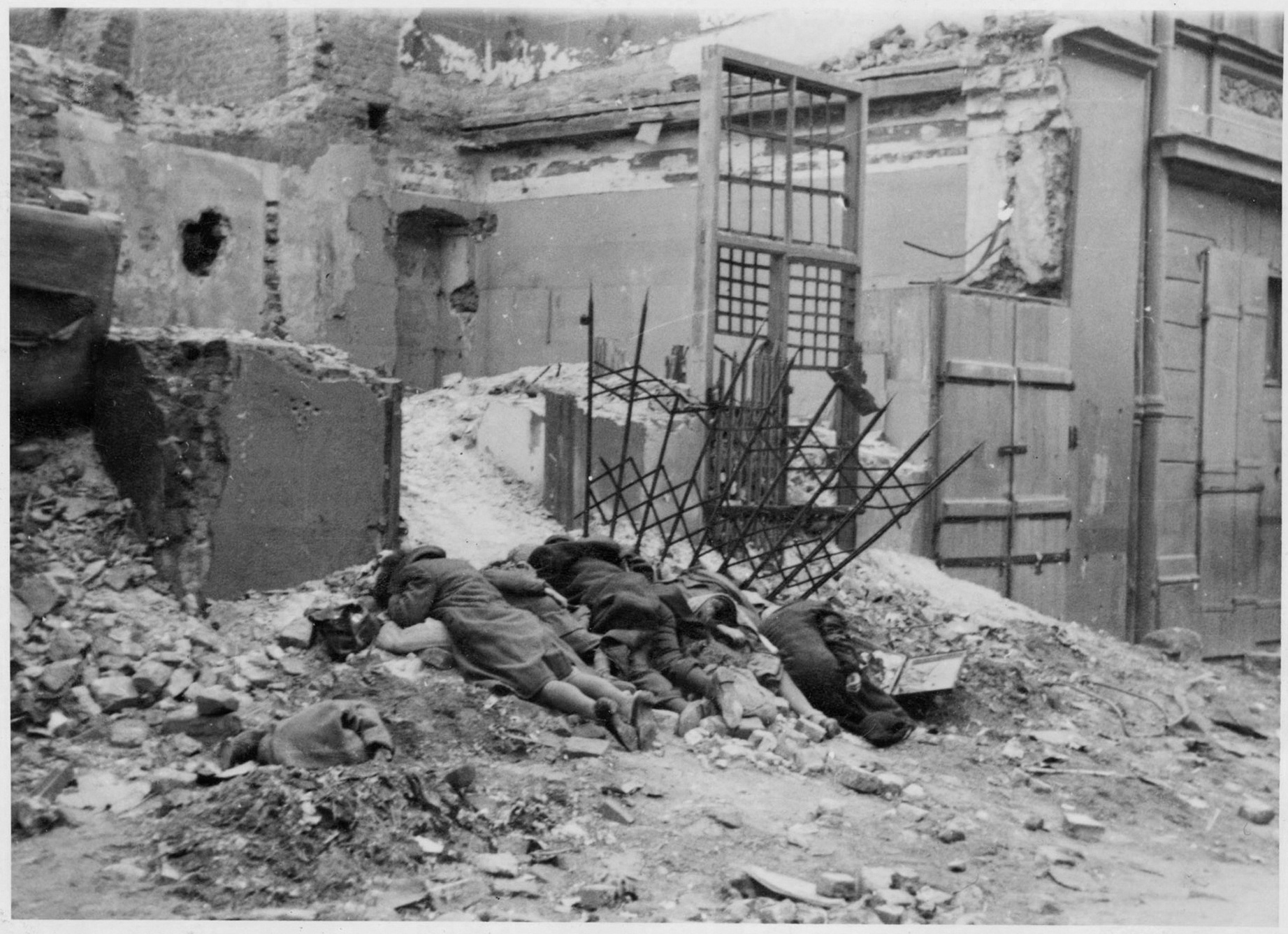
1943

## Le rovine del ghetto dopo la liberazione

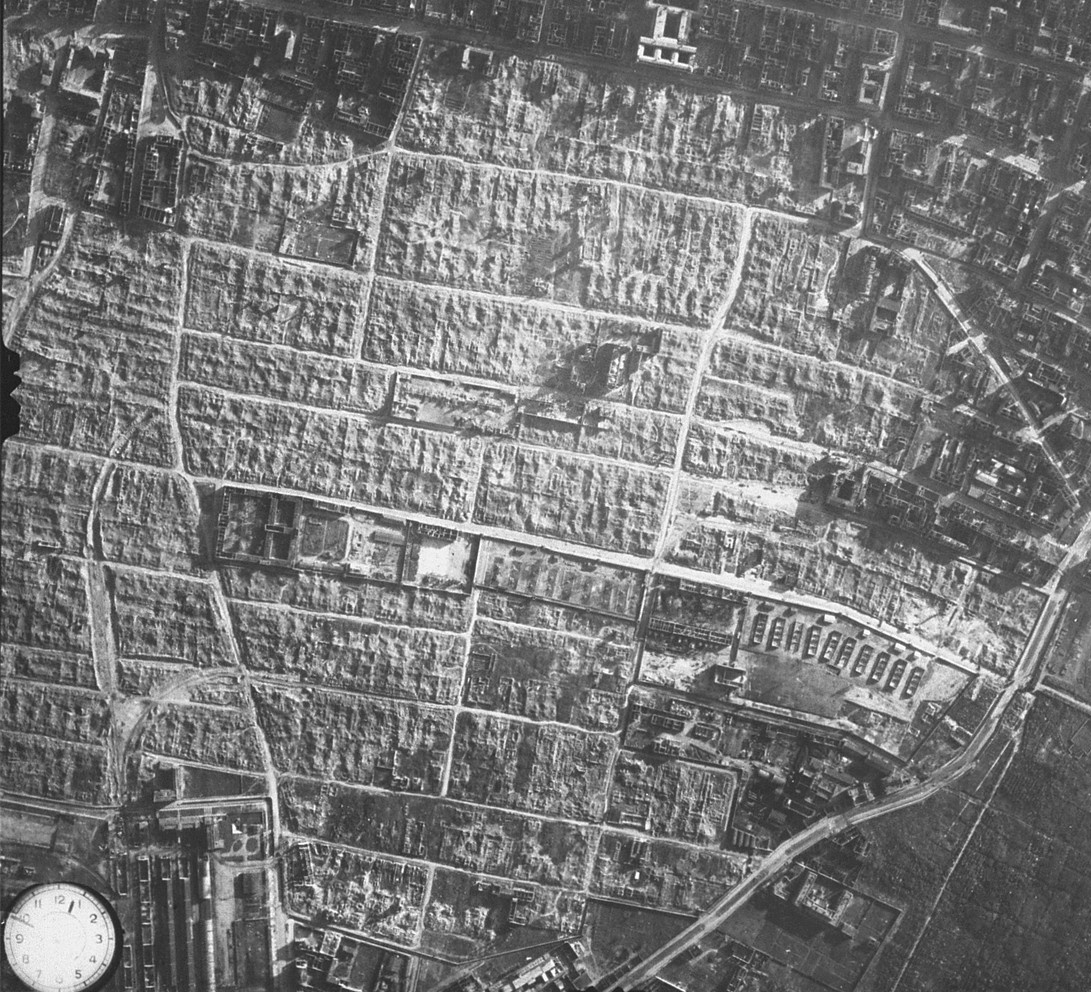
Foto aerea dell'area del ghetto (1944)
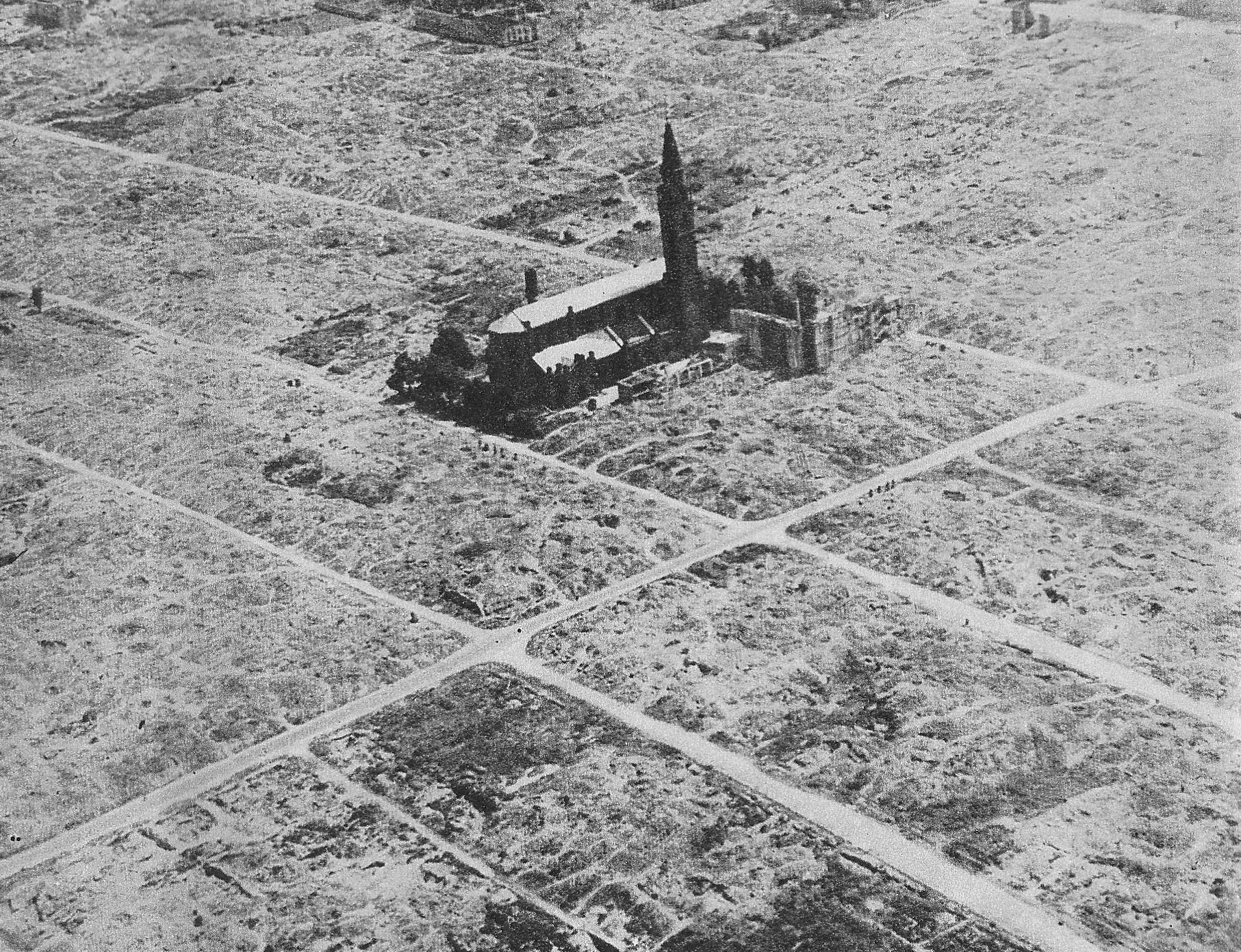
Rovine del ghetto attorno alla chiesa di San Agostino (1945)
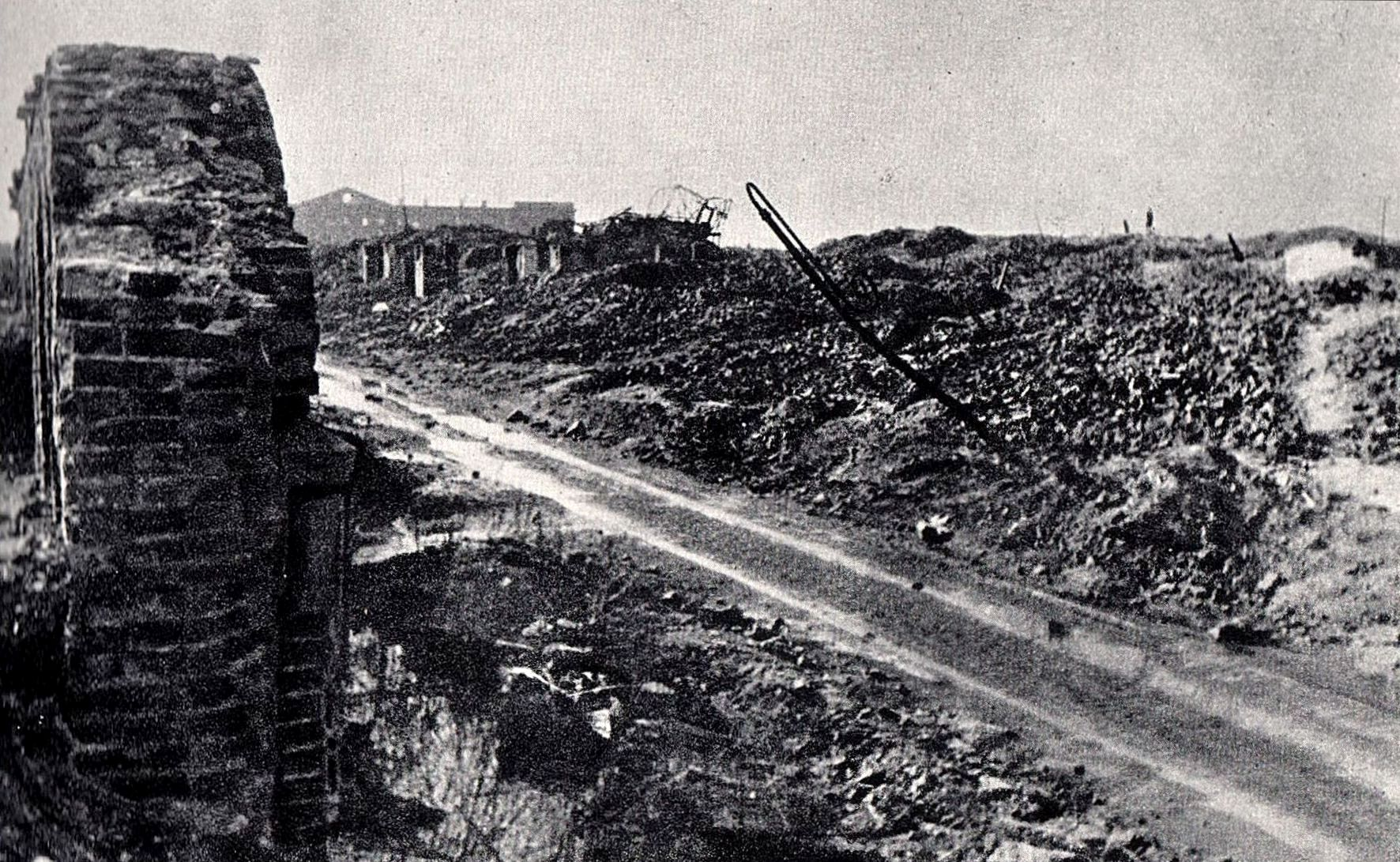
Rovine del ghetto (1945)
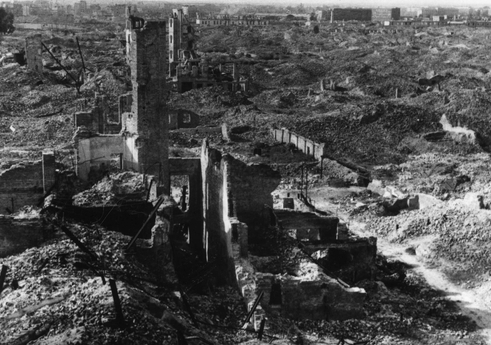
Rovine del ghetto (1945)
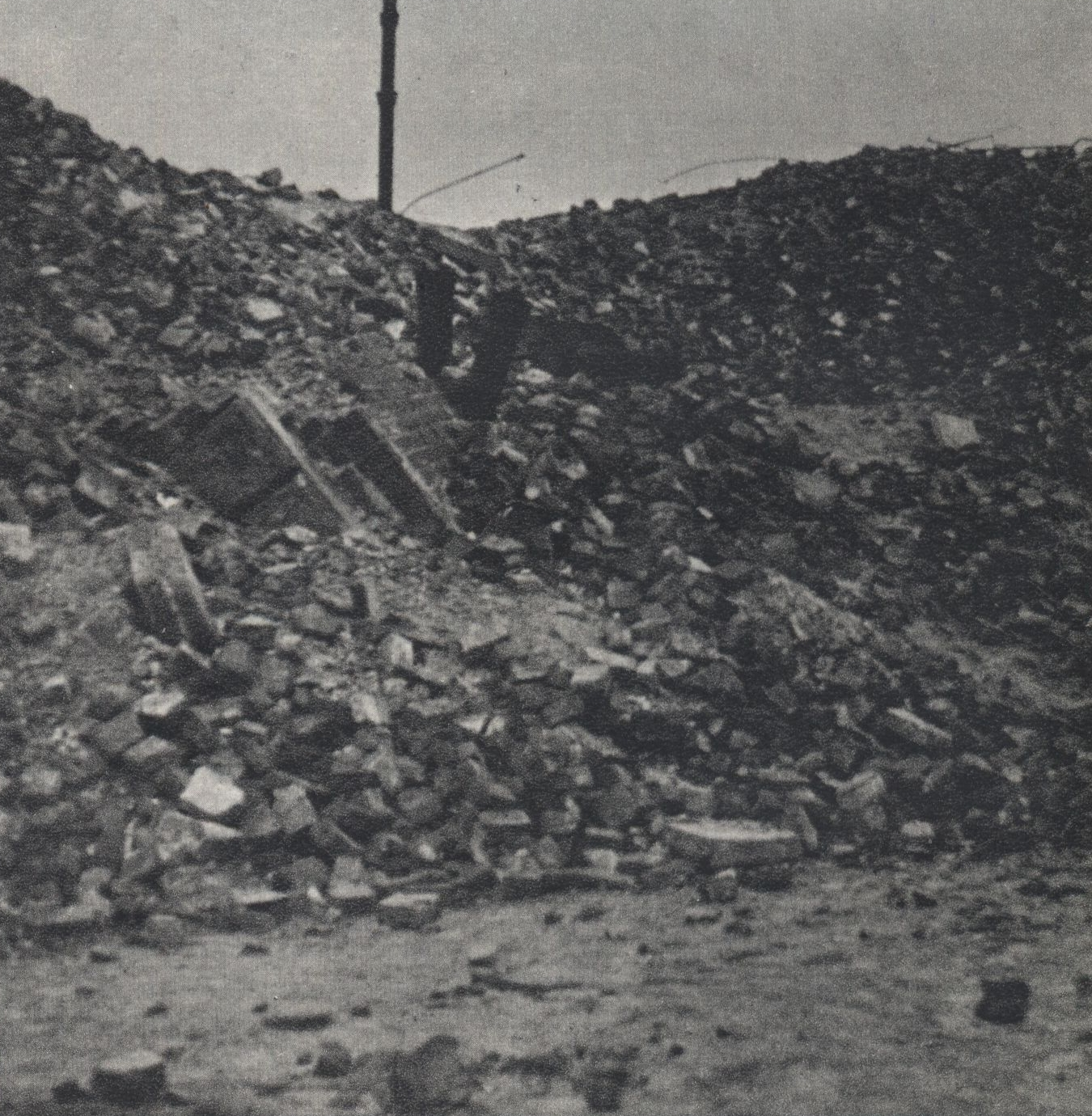
Rovine del ghetto (1945)
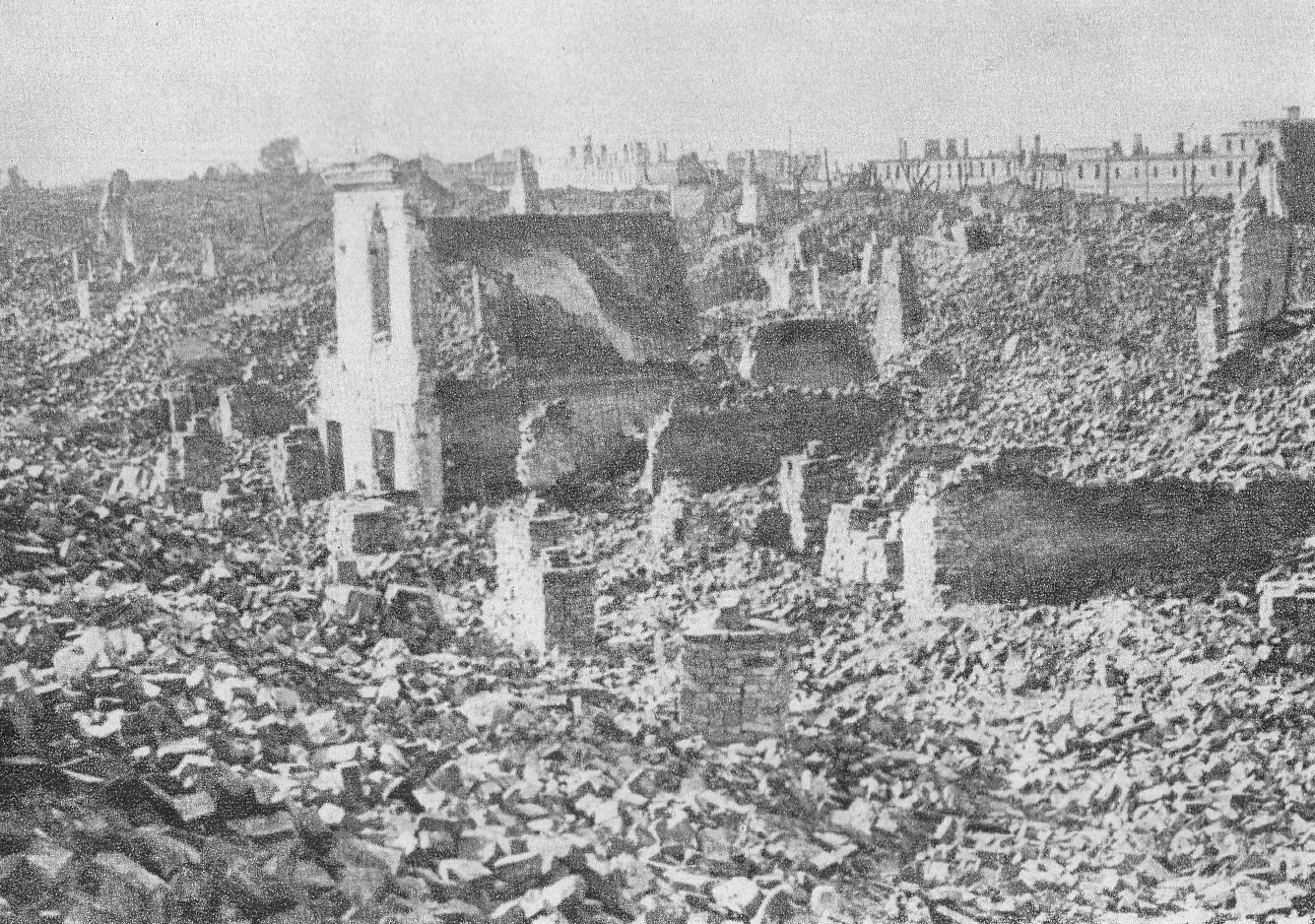
Rovine del ghetto (1945)
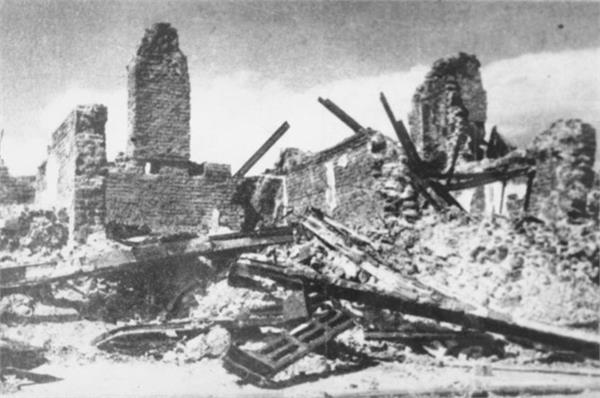
Rovine del ghetto (1945)
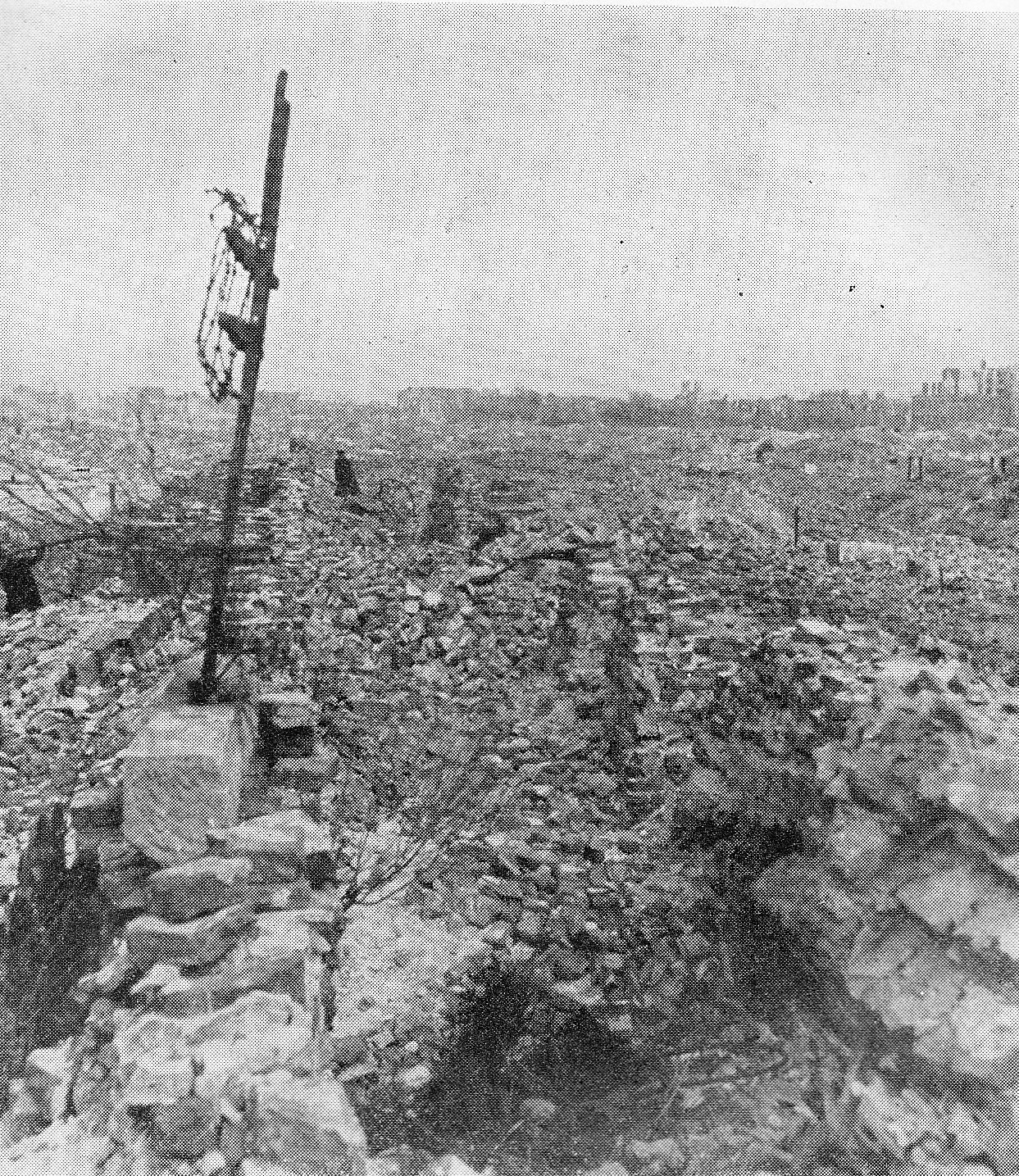
Rovine del ghetto (1945)
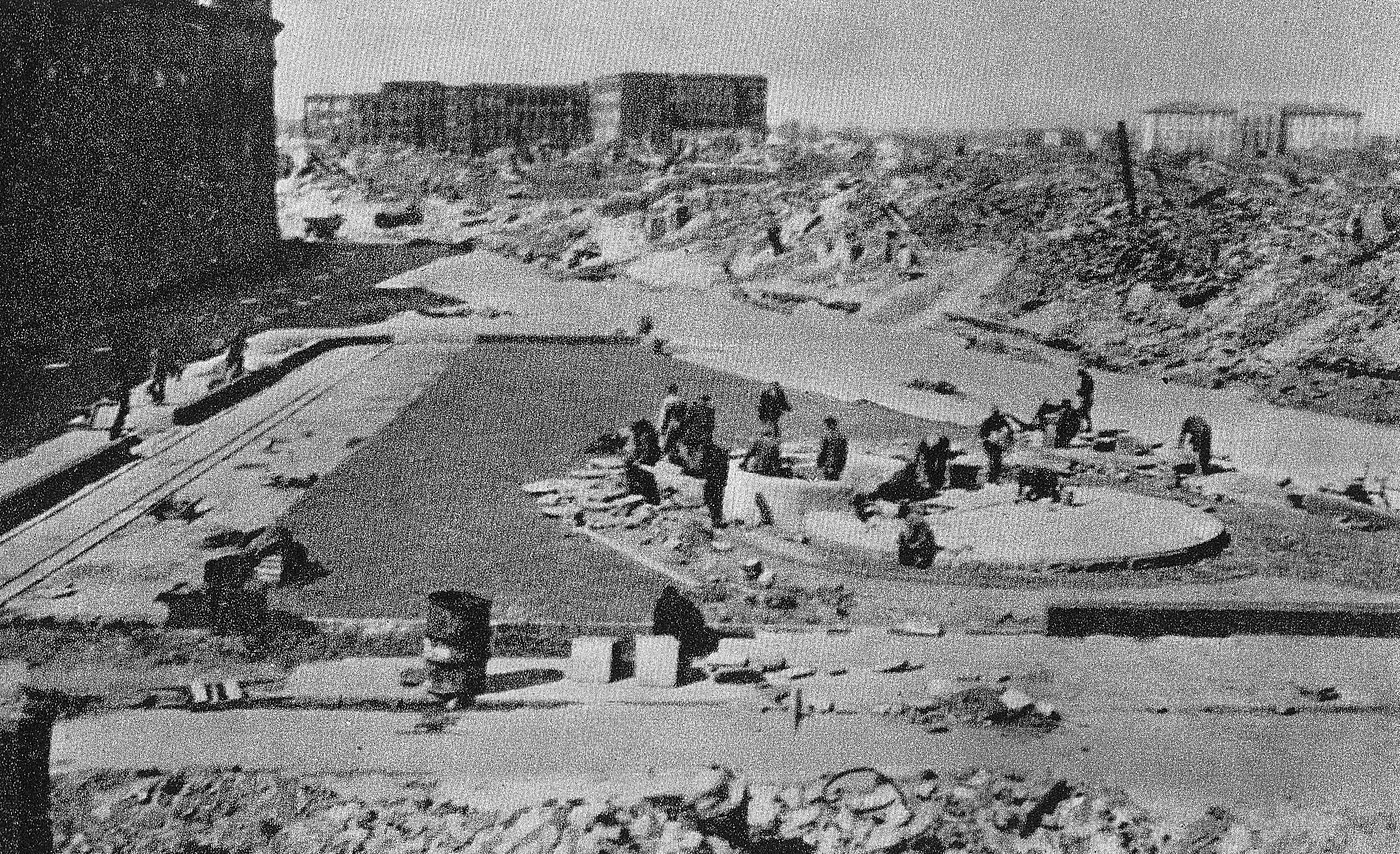
Costruzione del primo monumento ai combattenti del ghetto (1946)